# Histoire du conseil départemental du Loiret
Cet article concerne l'histoire de la collectivité départementale du Loiret et de son assemblée délibérante. Pour l'histoire du territoire du Loiret, voir Histoire du Loiret.
L'histoire du conseil général du Loiret retrace l'histoire de l'institution départementale en tant que collectivité depuis sa création en 1790 jusqu'aux réformes les plus récentes, l'évolution du découpage administratif et des compétences dévolues à la collectivité, la chronologie des présidents successifs, et quelques dates clés caractérisant l'action départementale.
Les départements sont créés en 1790. Le nouveau découpage administratif doit permettre à l’État de mettre fin au complexe maillage des diverses circonscriptions locales, d'éradiquer privilèges et franchises et d’exercer un pouvoir cohérent sur l’ensemble du territoire. Car la liberté de gestion laissée aux conseillers généraux d’alors est bien faible. D’abord nommés, puis élus au suffrage censitaire en 1833, au suffrage universel en 1848, les conseillers généraux sont des notables dans un département resté essentiellement agricole. Les présidents sont à nouveau nommés par le pouvoir central de 1852 à 1870.
La loi du 10 août 1871 sur les conseils généraux modernise l'institution départementale en lui donnant le cadre institutionnel et les prérogatives qui prévaudront, en définitive, pendant plus d'un siècle jusqu'aux lois de décentralisation. Sept présidents sont élus au poste de président du conseil général sous la IIIe République, de Louis Jahan en 1870 à Marcel Donon en 1879.
Sous le régime de Vichy, les sessions des conseils généraux et des commissions départementales sont suspendues par la loi du 12 octobre 1940. Les pouvoirs qui leur étaient dévolus sont exercés par le préfet qui est assisté d’une commission administrative composée de sept à neuf membres nommés par arrêtés du ministre secrétaire d’État à l’Intérieur.
Six présidents élus occupent le poste de président du conseil général de 1945 à 1982, sous la tutelle du préfet : Pierre Dézarnaulds (1945-1956) , Maurice Charpentier (1956-1958), Pierre Perroy (1958-1961), Claude Lemaitre-Basset (1961-1964), Pierre Pagot (1964-1979) et Kléber Malécot (1979-1995).
La loi du 2 mars 1982 harmonise les collectivités territoriales entre elles en énonçant dans son article 1er : « Les communes, les départements et les régions s’administrent librement par des conseils élus. » Cette mesure revêt une importance capitale car, désormais, si les organes délibérants sont élus, les organes exécutifs le sont aussi. Ce n’est plus le Préfet qui met en œuvre les politiques du Département, mais le Président du Conseil général. La collectivité devient pleinement responsable de ses actes, le contrôle du préfet s'exerce désormais a posteriori et non a priori. Le premier élu exerçant la fonction de président après les lois de décentralisation est Kléber Malécot. Éric Doligé lui succède en 1994.
Une nouvelle réforme intervient en 2015. Le nombre de cantons est divisé par deux et le mode d'élection est le suffrage binominal mixte. Chaque canton est représenté par un homme et une femme, dénommés conseillers départementaux, permettant la constitution d'une assemblée départementale respectant exactement la parité hommes-femmes alors que le taux de représentation des femmes était auparavant de 31 % dans le Loiret (13 femmes pour 42 élus). Les compétences sont également redéfinies. Hugues Saury est élu président de cette nouvelle assemblée, désormais dénommée conseil départemental.

## Constitution du département

### Monarchie constitutionnelle (1789-1792)

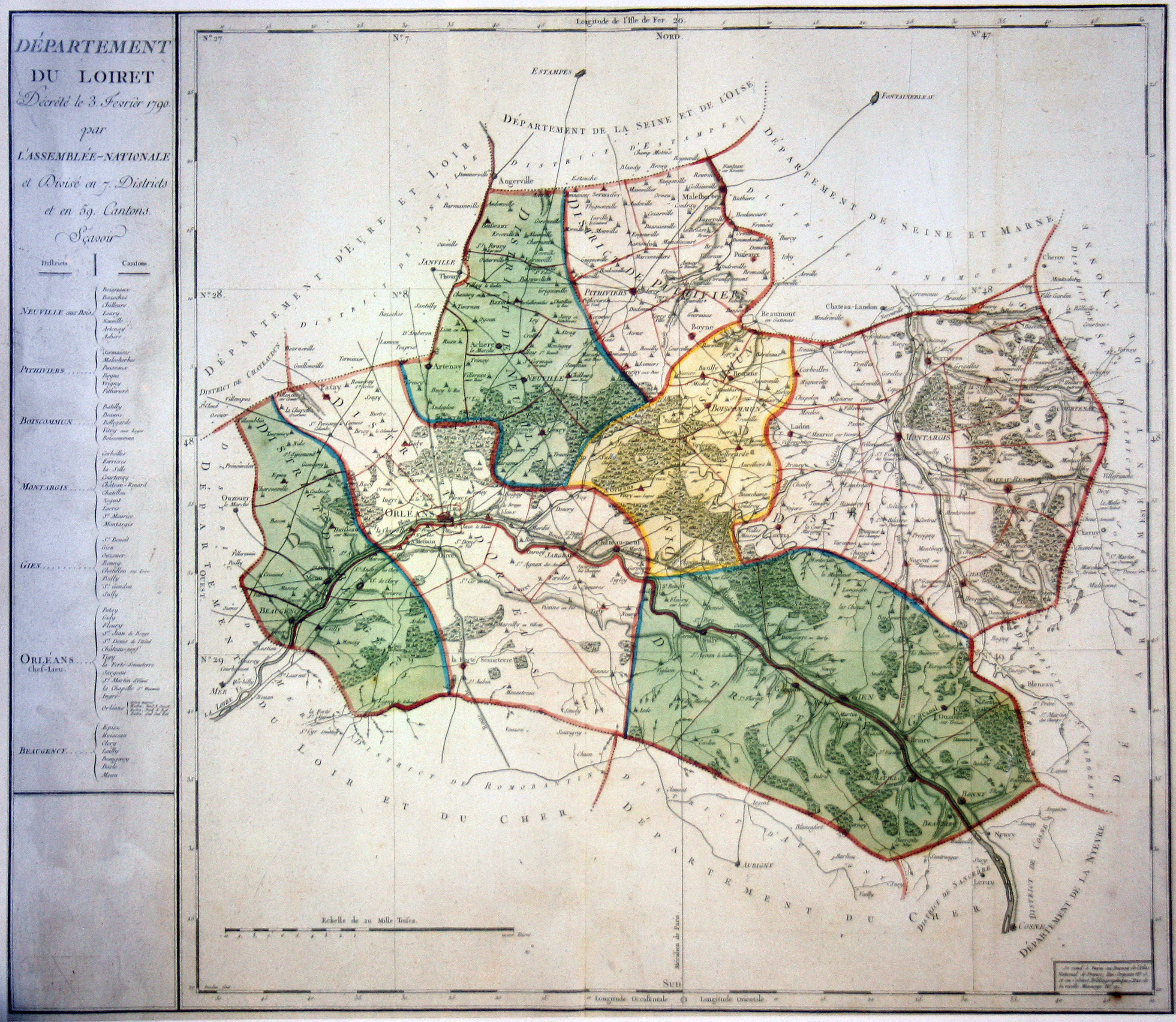
Carte du département du Loiret (février 1790). Le département est alors constitué de 7 districts (représentés en couleurs) et 59 cantons.

Si le terme même de département n'est pas une création révolutionnaire, c'est bien l'Assemblée nationale constituante qui prévoit avec le décret du 22 décembre 1789 une nouvelle division du royaume en soixante-quinze à quatre-vingt-cinq départements. Le but visé par les Constituants est de mettre fin au complexe maillage des diverses circonscriptions locales et d'éradiquer privilèges et franchises, et constituer ainsi un instrument d'uniformisation égalitaire.
Une série de décrets de l'Assemblée nationale jette en 1790 les bases de la nouvelle administration. Le 15 janvier 1790 le nombre de départements est fixé à 83, et l'essentiel de la généralité d'Orléans donne naissance à trois des nouvelles circonscriptions, appelées provisoirement « Orléanois », « Blaisois » et « Pays Chartrain ». Durant le mois de janvier, les députés de l'Orléanais et des départements voisins en établissent les limites après de longues discussions. Leurs travaux aboutissent au rapport du 27 janvier 1790 fixant les limites du « département d'Orléans» et le nombre des districts à sept. Dans sa séance du 3 février 1790, l'Assemblée nationale adopte les conclusions de ce rapport et celles de sa Commission de Division, et décréte que « le département de l'Orléanois dont Orléans est le chef-lieu est divisé sept districts (Orléans, Beaugency, Neuville, Pithiviers, Montargis, Gien et Boiscommun) et 59 cantons. Ce décret est repris par celui du 26 février où, pour la première fois, le département ayant pour chef-lieu Orléans est désigné sous le nom de « département du Loiret » ,,. Les lettres patentes royales, signées par Louis XVI  le 4 mars 1790, rendent ces différentes décisions exécutoires.
Orléans passe du rang de capitale provinciale à celui de chef-lieu de département, dans lequel siège le nouveau " Conseil Départemental ", non sans quelques oppositions puisque Montargis avait aussi revendiqué en décembre 1789 ce statut de chef-lieu. Le découpage du département ne tient aucun compte des répartitions anciennes : la Beauce est fractionnée en trois départements, la Sologne est également éclatée entre le Cher, le Loir-et-Cher et le Loiret.
L'Assemblée constituante décide que le département serait administré par un « conseil général » composé de 36 membres élus pour deux ans et renouvelables par moitié tous les ans. L'élection se fait en deux temps : dans chaque chef-lieu de canton, une assemblée primaire élit des électeurs qui eux-mêmes élisent ensuite les conseillers généraux. Ce système permet de faire élire les gros propriétaires fonciers et les représentants de la grande bourgeoisie,. Le conseil général ne siège pas en permanence. Il désigne pour le représenter pendant l’intervalle des sessions un directoire du département composé de 8 membres rétribués qui joue le rôle d'exécutif du département. Le directoire siège en permanence et s'occupe des impôts, des écoles, des prisons, de l'agriculture, des ponts et chaussées, et il peut prendre des arrêtés. Le conseil élit chaque année un président et nomme un secrétaire général pour les sessions du conseil général et les séances permanentes du directoire.
Le conseil général est alors essentiellement un organe administratif et non représentatif, à l’inverse des anciens états provinciaux, et l'Assemblée constituante peut le dissoudre à tout moment. De même le roi peut annuler à tout moment les actes ou délibérations qu’il juge contraires aux lois et aux ordres reçus,.
Dans le Loiret, un rapport présenté par le procureur général Lemarcis au conseil général le 17 novembre 1791 fait le point sur les opérations menées par le Directoire du Département entre décembre 1790 et octobre 1791. Parmi les points qu'il aborde, les questions religieuses occupent une place importante. Privée de ressources après la suppression des dîmes (nuit du 4 août 1789) et la nationalisation de ses biens (2 novembre 1789), bousculée par des révolutionnaires qui veulent la voir adhérer pleinement aux principes politiques et sociaux apparus en 1789, l’Église est en crise. La fonctionnarisation des ecclésiastiques à travers la Constitution civile du clergé (12 juillet 1790) et l’obligation qui leur est faite de prêter serment (fidélité à la nation, à la loi et au roi, maintien de la Constitution) depuis le décret du 26 décembre 1790 ont notamment semé le trouble parmi les membres de l’ancien premier ordre. La condamnation par le pape de la Constitution civile du clergé et du serment (printemps 1791) exacerbe les tensions, malgré les tentatives d’apaisement (décret de tolérance du 7 mai 1791). Le procureur est ainsi très satisfait de constater que le Loiret a montré en ce domaine son adhésion globale au nouveau régime, et il vante particulièrement le ralliement à l’Église constitutionnelle de l’évêque d’Orléans, Alexandre de Jarente de Sénas d’Orgeval,. La Constitution civile du clergé est en fait condamnée par le pape Pie VI et abrogée par le Concordat de 1801.

### Convention (1792-1795)
L'insurrection du 10 août 1792 est un véritable mouvement populaire avec une dimension nationale mais qui ne rencontre pas une grande ferveur au sein des assemblées départementales. Ceci conduit la Convention à décider le 19 octobre 1792 le renouvellement des assemblées qui seront désormais élues au suffrage universel direct. Tout citoyen âgé de vingt-cinq ans et domicilié depuis un an dans le département, est électeur et éligible. Le directoire, au lieu d’être désigné par le conseil général, est lui-même élu au suffrage universel et au scrutin de liste, après deux tours au maximum. Les principales missions confiées au département furent le maintien de l’ordre, la conservation des propriétés, la garantie de la sûreté individuelle, la publication des lois, la libre circulation des grains, la levée des contributions, la vente des biens nationaux, etc.
Dans de nombreux départements, les assemblées prennent le parti des Girondins contre les Montagnards au début de 1793. La Convention, à dominante Montagnarde, décide alors de prendre un certain nombre de mesures pour enrayer l'insurrection et vote une loi organique du 14 frimaire an II (4 décembre 1793) qui supprime les conseils généraux et les procureurs généraux syndics ainsi que les présidents. Seuls les directoires sont conservés, mais avec des prérogatives limitées aux travaux publics, à la répartition des impôts entre les districts et à la vente des biens communaux. Cependant la Convention conserve le découpage administratif des cantons qui, par une loi du 26 juin 1793 conservent un rôle électoral. Mais, après la chute de Robespierre le 9 thermidor an II (27 juillet 1794), les mesures de circonstance de la Convention sont annulées par la Constitution du 22 août 1795 (5 fructidor, an III), dite « de la République bourgeoise ». La Constitution supprime les districts, rouages administratifs liés à la Terreur, et renforce le rôle des cantons, qu'elle vient de recréer.

### Directoire (1795-1799)
La Constitution du 5 fructidor an III, appliquée à partir de vendémiaire an IV (1795) supprime les districts, mais maintient les cantons qui acquièrent dès lors plus d'importance. Les attributions de l’administration départementale concernent la rentrée des impôts, les réquisitions, le maintien de l’ordre et de la tranquillité publics, les réfractaires et les émigrés, l’organisation de la force publique, les travaux publics, etc. Néanmoins la faculté qui lui est reconnue d'émettre des vœux censés exprimer les attentes de leurs administrés, porte en elle le rôle de relais d'opinion que les régimes successifs vont attribuer aux notables provinciaux, même si l'assemblée et son président restent de fait subordonnés au préfet.

## Réformes institutionnelles

### Consulat et Premier Empire (1799-1814)
Après la prise du pouvoir par Bonaparte, l'administration du pays est modifiée dans le sens de la centralisation avec la loi du 28 pluviôse an VIII (17 février 1800) qui divise « le territoire européen de la république en départemens et en arrondissemens communaux » (art.1). L’administration départementale est complètement modifiée. Bonaparte confie l’autorité administrative à un seul homme, le préfet nommé par le pouvoir central. Le préfet est toutefois assisté de deux conseils aux compétences limitées et spécialisées, le conseil général et le conseil de préfecture. Le conseil de préfecture est avant tout un tribunal chargé du contentieux administratif dont les conseillers étaient nommés et révoqués par le chef de l’État. Avec cette réorganisation, le nombre de cantons est très fortement réduit. Du décret du 9 vendémiaire an X (1er octobre 1801) réduisant le nombre de justices de paix (cantons) dans le département du Loiret, pris en application de cette loi, le nombre de cantons passe de 59 à 31,.
Selon le décret impérial du 21 août 1806 intitulé « décret contenant rectification de plusieurs cantons dont sont composés les Justices de paix du département du Loiret », plusieurs cantons du Loiret subissent des modifications de leur périmètre, un canton est créé (Artenay), trois cantons sont supprimés (Olivet, Ingré et Chécy) et la ville d'Orléans est redécoupée (deux cantons supplémentaires).

### Monarchie constitutionnelle (1814-1848): vers la démocratie locale
La Restauration s'accompagne d'un affermissement des Conseils généraux, à travers la stabilité renforcée du personnel politique départemental et l'émergence d'idées réformatrices. Désignés selon l'article 14 de la Charte du 4 juin 1814 par un acte de nomination royale, les conseillers et leur président disposent d'une grande sécurité, car les grandes fortunes foncières sont en nombre assez limité dans chaque département. Le manque de renouvellement de leur recrutement, l'absence d'exigence de compétence et d'onction élective nourrissent la critique à rencontre de leur mode de désignation.
La loi du 22 juin 1833 constitue une vraie évolution vers la démocratie locale, puisque les membres des conseils généraux sont désormais élus, néanmoins encore au suffrage censitaire. Cette loi organise la représentation du département sur la base territoriale d'un conseiller général élu dans chaque canton, dans la limite maximale de trente par département. Dans le Loiret, le nombre de cantons étant de 31, le regroupement forcé de deux cantons pour l'élection d'un seul conseiller suscite à ce titre des querelles de clochers. En plus de cette relative ouverture vers les classes moyennes, la loi marque une étape dans la consolidation du système des notables, sans remettre en cause la centralisation héritée de l'administration napoléonienne. En effet, les conseillers généraux bénéficient de la durée, grâce à un mandat de neuf ans. Leurs présidents peuvent aussi espérer profiter d'un pouvoir stable, car le renouvellement triennal, par tiers, de l'assemblée, associé au suffrage censitaire, doit suffire à les mettre à l'abri de raz de marée électoraux. Dès le lendemain de la session de 1834, les préfets sont tenus de relater les évolutions constatées au sein de l'organe délibérant désormais élu pour informer l'administration centrale inquiète de ces évolutions. Le Loiret prend place au sein du groupe, essentiellement rural, formé des départements dans lesquels le préfet déplore la « prédominance de l'esprit de localité », aggravée par le vote au chef-lieu de canton.
La loi du 10 mai 1838 fait un pas de plus en permettant au président du conseil général de transmettre directement au ministre chargé des collectivités locales « les vœux » du conseil général « dans l'intérêt du département ». Par exemple, lors de la session de 1845, le président du Conseil général du Loiret présente la demande d'une réforme du régime des hypothèques, forme la plus usitée de crédit en faveur des propriétaires exploitants directs ; il transmet aussi au gouvernement le vœu de l'établissement de banques agricoles placées sous le patronage et le contrôle de la puissance publique, et s'inspirant de la pratique des États allemands pour développer le crédit foncier. Ce vœu est commun à la plupart des conseils généraux des départements riches, de grande culture, du Bassin parisien, alors que les départements désolés (Corse, Corrèze, Indre) réclament des banques agricoles totalement constituées par l'État.

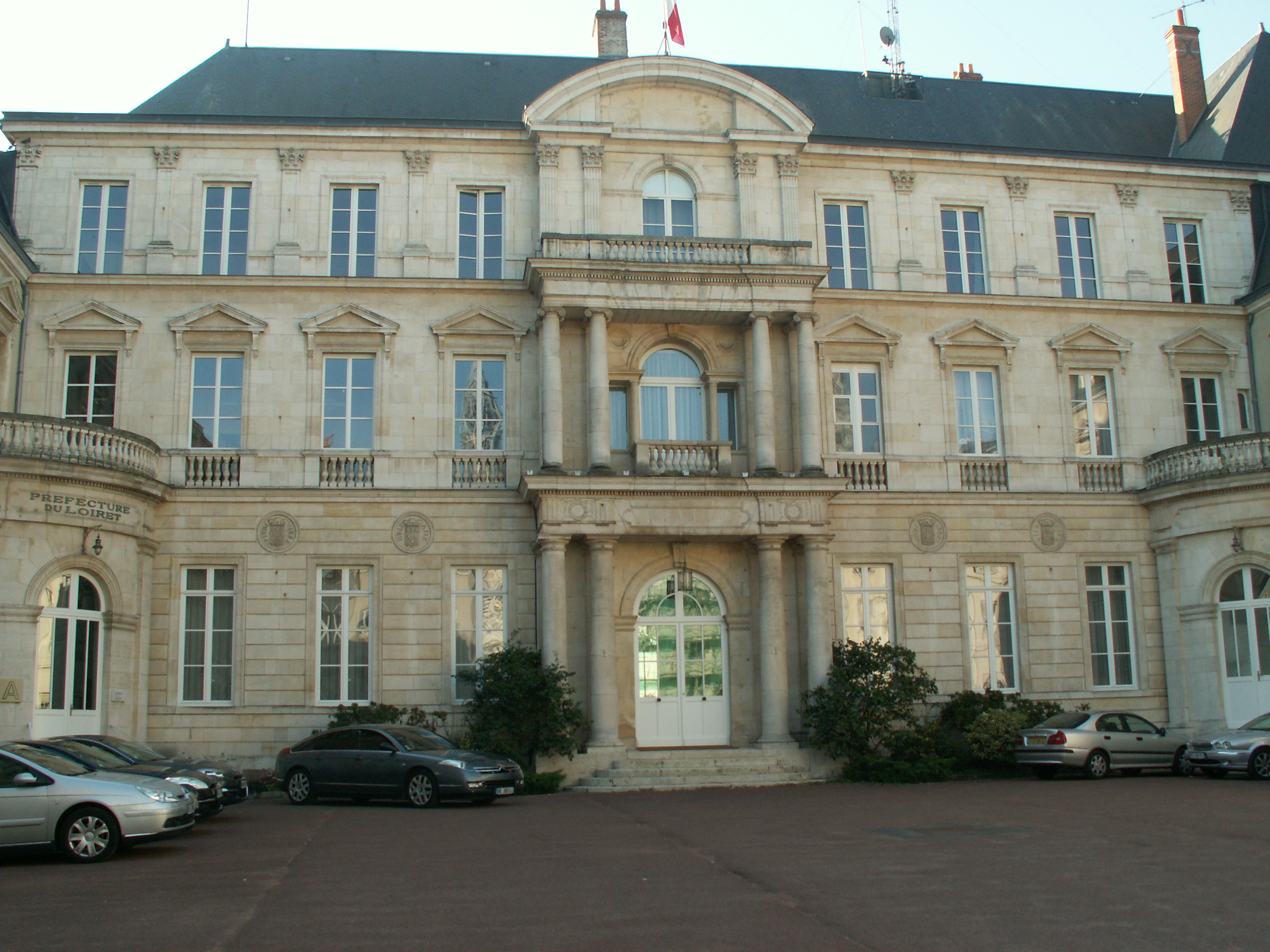
De 1790 à 1984, le conseil général du Loiret se réunit à la préfecture d'Orléans.

| 22 avril 1817    | Guy Émeric Anne de Durfort, duc de Civrac puis duc de Lorges |
| 3 août 1826      | Alexandre François Marie Dugaigneau de Champvallins          |
| 16 août 1827     | Guy Émeric Anne de Durfort, duc de Civrac puis duc de Lorges |
| 8 septembre 1828 | Alexandre François Marie Dugaigneau de Champvallins          |
| 27 août 1829     | Guy Émeric Anne de Durfort, duc de Civrac puis duc de Lorges |
| 10 mai 1831      | Louis, baron Costaz                                          |
| 1er juin 1832    | Armand François Guyon de Guercheville                        |
| 1er octobre 1833 | Alexandre Périer                                             |
| 26 août 1839     | Aimé Pierre Honoré Sevin-Mareau                              |
| 23 août 1841     | Alexandre Périer                                             |
| 26 août 1844     | Aimé Pierre Honoré Sevin-Mareau                              |
|                  | Alexandre Martin                                             |
| 21 octobre 1848  | Germain Nicolas Légier                                       |

### Deuxième République (1848-1852)
Un nouveau pas vers la démocratie locale est franchi avec le décret du 3 juillet 1848, qui aménage un régime provisoire, en l'attente de lois organiques qu'une commission de trente membres est chargée de préparer, et qui institue le suffrage universel masculin aux élections cantonales. Cette disposition est d'autant plus révolutionnaire qu'elle s'accompagne de la suppression du plafond des trente conseillers généraux par département. Désormais, en vertu de l'article 1er, un conseiller général sera élu dans chaque canton. Le même souci démocratique conduit l'article 18 à rendre publiques les séances du Conseil général, sauf si la majorité des membres du conseil ne demande le comité secret. Cependant, le recours au suffrage universel a pour conséquence paradoxale de noyer les conseillers généraux qui représentent les cantons urbains au sein d'un Conseil général où chaque canton rural est désormais représenté : la notabilité se renforce encore, car la politisation des débats était surtout alimentée par les élus des villes. La Seconde République disparait toutefois avant d'avoir mené à bien le vote des lois organiques promises.

### Second Empire (1852-1870)

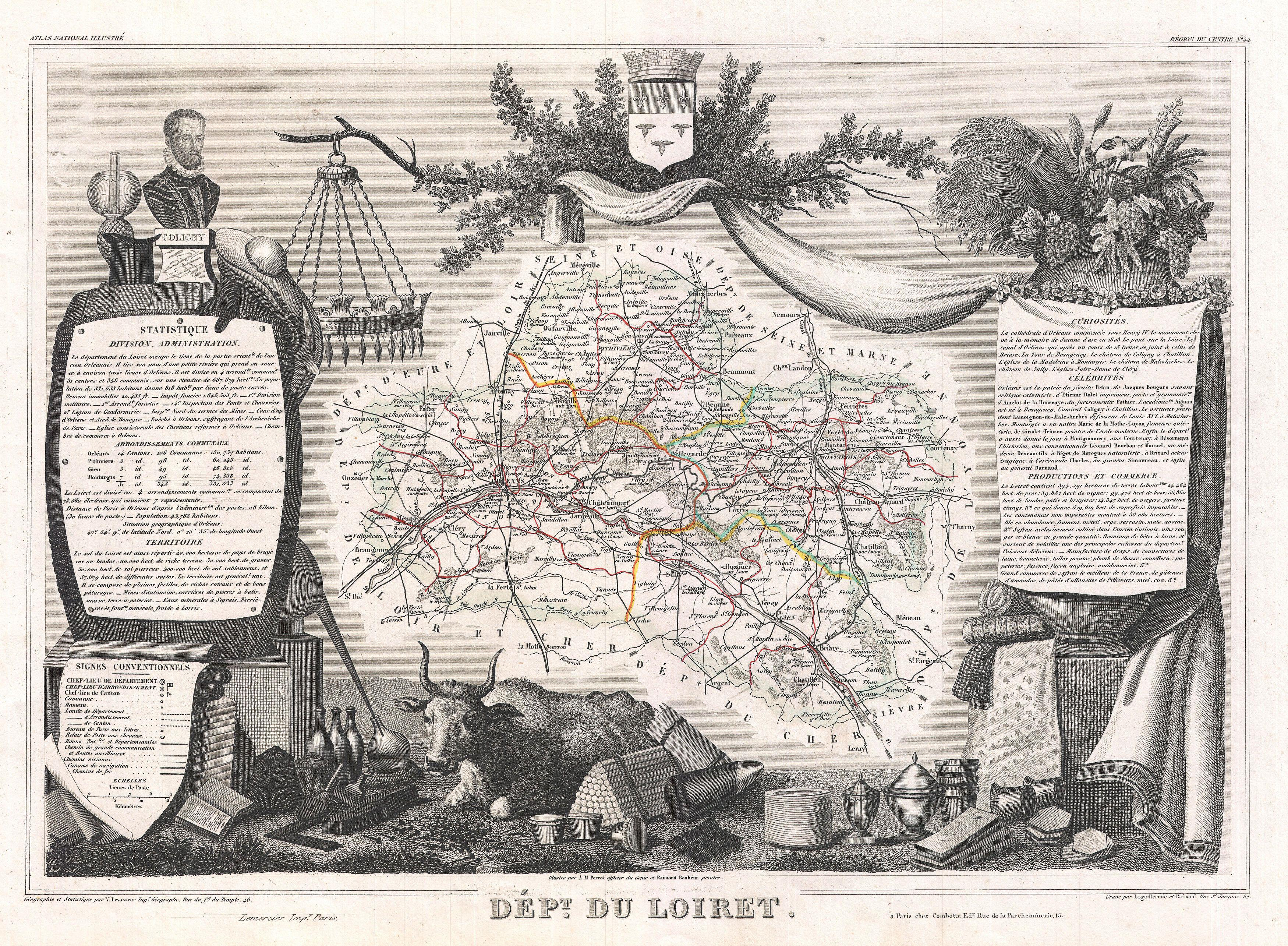
Carte Levasseur du département du Loiret (1852).

À la suite du coup d'État du 2 décembre 1851, la loi du 7 juillet 1852 attribue au Président de la République la nomination du président du Conseil général et des autres membres du bureau. Prenant là aussi le contre-pied des mesures libérales de 1848, cette loi met fin à la publicité des séances du Conseil général avant que la circulaire ministérielle d'août 1852 ne limite leur compte-rendu à la seule publication des procès-verbaux qu'aura bien voulu communiquer son président. De 1852 à 1870, le président du Conseil général n'est pas élu par ses pairs, mais nommé : son choix n'en résulte pas moins d'une décision éminemment politique du pouvoir central, appliquée sur place par l'Administration préfectorale. Cette contradiction idéologique majeure du discours et de la pratique du Second Empire éclate dans le discours du président du Conseil général du Loiret, le Garde des Sceaux Jacques Pierre Abbatucci, qui évoque, le 23 août 1852, l'onction démocratique des élus après le souci d'ordre, mais n'évoque pas de justification au retour à la nomination du président de ces conseillers généraux élus au suffrage universel.
Le préfet assiste aux séances du conseil général. Représentant du pouvoir central pour l'exécution des lois, il surveille les délibérations et empêche qu'elles ne sortent du cercle où doivent se renfermer les attributions du conseil général. Administrateur du département, il donne aux conseillers généraux tous les éclaircissements nécessaires sur les affaires qui sont soumises à leurs délibérations. Il fait des propositions et les soutient ou les explique. Représentant du département personne morale, il doit également rendre au conseil général son compte d'administration.
Sous la pression du mouvement en faveur du renforcement de l'autonomie des pouvoirs locaux, les thèmes décentralisateurs s'invitent au centre du débat politique sous l'Empire libéral. En plus de la proposition d'un cadre régional et de la promotion d'une coopération cantonale des petites communes, la principale revendication porte sur une clarification des rôles entre les organes départementaux. Ce ne serait plus le préfet mais une commission permanente qui exécuterait les décisions du Conseil général. Le préfet assurerait simplement le contrôle de légalité des actes du Conseil général, à travers son déféré. La loi du 18 juillet 1866 apporte une réponse partielle à ces aspirations décentralisatrices en élargissant le champ des compétences des conseils généraux et leur autorisant à voter des centimes extraordinaires, pour les affecter à des dépenses extraordinaires d'utilité départementale. Les délibérations définitives deviennent par ailleurs désormais exécutoires dans les deux mois de la clôture de la session sauf annulation préfectorale pour excès de pouvoir ou violation de la loi. Mais les critiques subsistent sur l'absence de réels moyens de contrôle des actions du préfet et incitent le président du Conseil, Émile Ollivier, à réunir, en février 1870, une commission de décentralisation extraparlementaire, chargée de rédiger des propositions de loi pour réformer les collectivités locales.
| Date de nomination | Président du Conseil général                     |
| ------------------ | ------------------------------------------------ |
| 15 août 1852       | Jacques Pierre Abbatucci                         |
| 2 août 1858        | Charles Joseph de Salles                         |
| 6 août 1859        | Louis Marie Alexandre Mac Donald, duc de Tarente |
| 15 août 1868       | Henry Jahan                                      |

## Troisième République: de nouvelles compétences, sous contrôle du préfet (1871-1940)

### Loi du 10 août 1871: charte des départements
La loi des 23-26 juillet 1870 corrige la loi de 1866 sur les points les plus controversés : le conseil général récupère le droit d'élire son bureau, c'est-à-dire son secrétaire, ses vice-présidents et son président. Il peut décider de l'ordre de ses délibérations et rédiger son règlement intérieur. Enfin, la rédaction et la publication de ses procès-verbaux sont déterminées par le Conseil, et le compte-rendu sommaire et quotidien des séances est rédigé sous la surveillance du président du Conseil général. Malgré leur importance, ces mesures passent inaperçues dans l'atmosphère de mobilisation, puis de débâcle, d'autant que le gouvernement de la Défense nationale prononce, par le décret du 25 décembre 1870, la dissolution des Conseils généraux, remplacés par des commissions départementales nommées. Mais certaines dispositions de cette loi, ainsi que les idées émises par la commission de décentralisation de 1870, sont largement reprises dans la loi du 10 août 1871.
La loi du 10 août 1871 sur les conseils généraux, modernise l'institution départementale en lui donnant le cadre institutionnel et les prérogatives qui prévaudront, en définitive, pendant plus d'un siècle jusqu'aux lois de décentralisation. La loi distingue les affaires sur lesquelles l'assemblée départementale « statue » et celles sur lesquelles elle rend un « avis ». Elle crée aussi la « commission départementale », composée de quatre à sept membres, chargée de régler les affaires que lui délègue le conseil général mais aussi d'exercer un certain nombre de prérogatives propres reconnues par la loi. Mais le préfet reste celui qui prépare et exécute les décisions du conseil général. Le président du conseil général exerce des fonctions largement honorifiques. Par ailleurs, le département reste soumis à la tutelle financière, administrative et technique de l'État.
Le nouveau conseil général du Loiret se réunit le lundi 23 octobre 1871 dans la salle ordinaire de ses séances, à l'Hôtel de la Préfecture d'Orléans, en vertu du décret du Président de la République du 16 septembre 1871, fixant au 23 octobre l'ouverture de la session ordinaire des Conseils généraux. M. Anceau assure, en tant que doyen d'âge, la présidence de la séance du 23 octobre. Dans son discours d'ouverture, le préfet insiste sur les enjeux de la nouvelle loi et sur les responsabilités accordées désormais aux conseils généraux : « Après deux années d'interruption, vous allez reprendre vos travaux avec des attributions et une responsabilité agrandies. À partir de ce jour, vous êtes investis, dans les questions purement départementales, d'un droit de décision absolu. Vous pouvez, par le droit de conseil que vous êtes appelés à exercer, intervenir dans toutes les affaires administratives et économiques du pays. En vous interdisant les vœux politiques, la loi du 10 août 1871 vous a élevés au-dessus de l'esprit de parti et de faction. Vos délibérations n'en auront que plus de poids et de gravité dans les nombreuses et importantes matières qui vous appartiennent ».
Mais l'essentiel du discours du préfet porte sur la mobilisation du Loiret dans le cadre de la guerre de 1870, les dégâts et traumatismes que le territoire et la population ont subi, l'ampleur des tâches déjà réalisées au cours des huit mois qui ont suivi l'armistice et ce qu'il reste à réaliser.
L'élection du premier président suivant la publication de la loi de 1871 intervient le deuxième jour de session, le 24 octobre 1871 : M. Louis Jahan est élu Président du conseil général pour l'année 1871-1872 par 17 voix contre 13 pour M.Cochery.

### Présidence sous laIIIeRépublique
Les présidents successifs sous la IIIe République s'avèrent particulièrement représentatifs, par la spécificité de leur personnalité et de leur itinéraire social et politique, des transformations vécues par le pays après la guerre franco-prussienne. Si Louis Jahan, conseiller d'État incarne bien le grand notable bonapartiste, qui doit sa nomination, puis son élection par les conseillers généraux, à sa fidélité à Napoléon III, l'avocat et patron de presse Adolphe Cochery, « républicain de la veille », mais vite acquis à la « conjonction des centres », assure la transition avec la République opportuniste. Son fils, Georges Cochery, initie une transmission dynastique de la présidence, qui s'étend de la crise du 16 mai 1877 à l'« Union sacrée » de l'été 1914. Entamée avec Albert Viger, si représentatif de ces médecins appréciés des populations rurales et de ces conseillers généraux experts dans les affaires agricoles, la domination des élus radicaux sur le conseil général du Loiret se prolonge dans l'entre-deux-guerres avec Fernand Rabier, incarnation-même de l'anticléricalisme, puis avec l'inspecteur général Louis Gallouédec et l'ingénieur agronome Marcel Donon.
Les caractéristiques des mandats des sept présidents élus sous la IIIe République sont les suivants.
| Présidents         | Année de naissance | Année de décès | Année d'élection au conseil général | Âge d'accès au conseil général | Durée totale des mandats de conseillers général (en années) | Année d'élection à la présidence du conseil général | Âge d'accès à la présidence du conseil général |
| ------------------ | ------------------ | -------------- | ----------------------------------- | ------------------------------ | ----------------------------------------------------------- | --------------------------------------------------- | ---------------------------------------------- |
| Louis Jahan        | 1811               | 1894           | 1855                                | 44                             | 22                                                          | 1870                                                | 59                                             |
| Adolphe Cochery    | 1819               | 1900           | 1871                                | 52                             | 29                                                          | 1877                                                | 58                                             |
| Georges Cochery    | 1855               | 1914           | 1883                                | 28                             | 31                                                          | 1900                                                | 45                                             |
| Marie Albert Viger | 1843               | 1926           | 1886                                | 43                             | 39                                                          | 1906                                                | 63                                             |
| Fernand Rabier     | 1855               | 1933           | 1907                                | 52                             | 26                                                          | 1925                                                | 70                                             |
| Louis Gallouédec   | 1864               | 1937           | 1907                                | 43                             | 30                                                          | 1933                                                | 69                                             |
| Marcel Donon       | 1879               | 1943           | 1919                                | 40                             | 21                                                          | 1934                                                | 55                                             |

### Activité départementale

#### Voies de communication
La gestion, l'entretien et la création de nouvelles voies de communication (routes départementales, chemins vicinaux de grande communication, chemins de fer d'intérêt local, bacs et passages d'eau, etc) sont des domaines de compétence clairement identifiés par la loi. Pour les voies de communication d'intérêt départemental non explicitement définies comme relevant de sa compétence, l'assemblée émet des vœux. Ainsi dans le domaine du fer, le conseil général se montre soucieux d'une bonne desserte ferroviaire des communes éloignées du chef-lieu, mais aussi de rétablissement de liaisons interdépartementales. Le 28 septembre 1908, Gallouédec présente le vœu que deux trains par jour, sur la ligne Pithiviers-Orléans, s'arrêtent à Marigny-les-usages. Il dépose également une motion préconisant un arrêt du train Orléans-Vierzon près du Pont Bourgogne, en prévision de la construction du pont du canal d'Orléans. En 1913, avec Fernand Rabier, Louis Gallouédec signe une motion favorable à l'arrêt du train du soir Orléans-Montargis à Semoy. En 1918, il dépose également une motion sur le rétablissement des cinq trains quotidiens entre Orléans et Gien, constatant que l'unique train préservé depuis janvier 1917 est comble et contraint les voyageurs à la station debout... Et en 1927, un vœu émet la demande d'un tram express journalier sur la ligne transversale Le Mans-Orléans-Gien pour éviter un détour par Paris qui allonge le parcours de plus de 150 km de Nantes à Orléans et Briare.
Lors de la séance du 26 août 1918, Louis Gallouédec formule le vœu d'un achèvement des travaux du canal de Combleux à Orléans, ainsi que la demande, fortement appuyée par Rabier, d'une étude approfondie de la faisabilité du projet d'une voie navigable.
À partir de 1933, les difficultés financières de la compagnie départementale des tramways à vapeur de Sologne, Val de Loire et Beauce inquiètent le conseil général. Le 3 mai 1934, le constat d'échec est dressé, et ouvre la voie à la résiliation du contrat de concession de service public : l'aggravation constante du déficit d'exploitation, liée à la chute du nombre d'usagers et à la dégradation des services rendus, l'absence d'accord amiable avec la compagnie conduisent le conseil général à programmer la cessation de tout versement à compter de la fin juin 1934, et à demander au surplus le remboursement des sommes versées à titre d'avances. En novembre 1935, l'arrêt de l'exploitation de ces lignes déficitaires est entériné, en dépit des manifestations de protestation des populations rurales desservies. Ce « traumatisme » de la suppression des tramways sert d'argument lors de la discussion du 4 novembre 1935 sur le canal d'Orléans pour repousser le déclassement pur et simple préconisé par le préfet, ici porte-parole du ministère des Travaux Publics. Le déclin de l'activité dissuade d'envisager la solution très onéreuse d'une mise en grande section, mais les conseillers généraux se replient sur la voie médiocre d'une continuation de l'exploitation avec le gabarit existant.

#### Affaires scolaires
Gallouédec intervient fréquemment sur les questions scolaires, dès 1908 en tant que rapporteur de la commission administrative sur les questions d'enseignement et d'assistance. Il évoque ainsi les problèmes concrets du mobilier des Écoles Normales, des frais de déplacement des instituteurs, mais aussi des cours pour adultes et plus généralement de l'état de renseignement primaire dans le Loiret, compte tenu de la baisse de la natalité et de la laïcisation de la dernière école congréganiste. En 1911, il est à l'origine de la création d'une commission pour l'organisation d'une école d'agriculture d'hiver, annexée à l'école primaire supérieure d'Orléans. Le pédagogue ne disparaît pas derrière le notable départemental : c'est Gallouédec qui est à l'origine de la création d'an concours d'histoire locale, réservé aux membres du corps enseignant. Le but est de contribuer à l'amélioration de la documentation historique des maîtres en bibliothèque, et ainsi de stimuler renseignement de l'histoire locale, comme le rappelle, lors de la disparition de Gallouédec, le préfet du Loiret, Scamaroni.

#### Affaire du captage des eaux de la Loire pour alimenter Paris
Depuis sa déclaration d'utilité publique le 21 février 1868, le projet de captage des eaux de la Loire par la ville de Paris inquiète les conseillers généraux du Loiret. Près d'un million de m3 seraient amenés chaque jour à la capitale via un aqueduc de 173 km et, pour compenser les périodes d’étiage à Orléans, un réservoir de 10 à 12 millions de m3 serait construit en forêt d’Orléans, ainsi que des barrages de retenue sur le cours supérieur du fleuve, pour compenser les prélèvements par des lâchers équivalents. Avec la guerre de 1870-71, le projet est mis de côté puis il resurgit en 1898 et le conseil général du Loiret s'y oppose alors. Puis, la guerre de 1914-18 fait à nouveau oublier le projet… Jusqu’en 1928, lorsque Paris le reprend sous une forme différente : l’eau serait captée dans 1 250 puits creusés dans la nappe alluviale du Val, entre Nevers et Gien, puis conduite vers Paris par un aqueduc collecteur de 160 km et trois barrages de retenue seraient construits, dont celui de Villerest. Le 26 octobre 1928, l'assemblée départementale émet une nouvelle protestation contre ce projet, et demande qu'une « commission de savants impartiaux » donne son avis. Près d'un an plus tard, le 25 septembre 1929, la question semble être débloquée : le ministre des Travaux Publics crée cette commission d'études réclamée et le préfet du Loiret désigne le président Rabier et le vice-président Gallouédec pour y siéger. L'apaisement des esprits permet d'avancer une solution de compromis. Cependant le projet avorte encore, victime de la crise économique qui tarit les finances parisiennes, mais il est maintenu d’utilité publique. Il faut attendre 1962 pour que, après une très forte opposition du conseil général du Loiret, le projet soit enfin abandonné.

#### Vœux politiques
En dépit des serments répétés d'absence de positions politiques au Conseil général, les motions de confiance adressées aux gouvernements du premier XXe siècle témoignent du radicalisme tempéré du département du Loiret, à travers l'opinion de ses élus de base. Ainsi, le 25 septembre 1911, Gallouédec obtient à la quasi-unanimité le vote de soutien au gouvernement « pour poursuivre la politique de défense laïque et de progrès démocratique et social », « pour mettre fin aux actes de sabotage, pour réprimer toute propagande antipatriotique ». De même, en 1923, le conseil général exprime son soutien au gouvernement Poincaré lors de l'occupation de la Ruhr ; cela ne l'empêche pas, dès l'année suivante, de voter la confiance au gouvernement Herriot pour sa politique étrangère, qui prend le contrepied de celle de « Poincaruhr ».
En dehors des questions de politique étrangère, les grands thèmes du débat national ne sont pas absents des séances du conseil général. Ainsi, le 22 septembre 1924, un très vif débat voit s'opposer la gauche, qui veut «faire respecter à l'intérieur les institutions laïques et républicaines», et la droite, plus sensible aux influences cléricales et plus attentive à ne pas heurter le particularisme des départements concordataires.
En 1926, c'est la « bataille du franc », nouvelle contre-offensive de la Marne au plan monétaire et financier, qui conduit le conseil général à approuver la proposition de Gallouédec : apporter une contribution volontaire départementale de 50 000 F pour participer à ce relèvement.
Même la question du mode de scrutin pour les élections générales donne lieu à débat au Conseil général : le 2 mai 1927, Théophile Chollet présente le vœu d'un rétablissement du scrutin d'arrondissement uninominal majoritaire à deux tours, et s'oppose à Gaumet, qui demeure partisan de la proportionnelle. Lors de la même séance, Gaumet présente le vœu de reconnaître aux femmes la capacité d'être électrices et éligibles pour toutes les assemblées, mais la majorité radicale repousse largement cette proposition.
Lors de la séance du 26 septembre 1932, Femand Rabier invite les conseillers généraux du Loiret à apporter leur soutien au président du Conseil : "A l'exemple de nos collègues des autres départements, vous voudrez dire au Chef du Gouvernement, M. Édouard Herriot, la gratitude de tous les Français pour l'énergie calme et courageuse dont il a fait preuve, notre reconnaissance pour avoir, à nouveau, montré au monde, avec une éloquente fermeté, le vrai visage de la France, résolument pacifique et généreuse ».

## Parenthèse sous le régime de Vichy (1940-1944)
Sous le régime de Vichy, les sessions des conseils généraux et des commissions départementales sont suspendues par la loi du 12 octobre 1940. Les pouvoirs qui leur étaient dévolus sont exercés par le préfet qui est assisté d’une commission administrative composée de sept à neuf membres nommés par arrêtés du ministre secrétaire d’État à l’Intérieur.
Parallèlement la loi du 19 avril 1941 met en place dix-neuf préfets régionaux, chacun assisté d’un « intendant aux affaires économiques » et d’un « intendant de police ». Le décret du 30 juin 1941 précise les attributions respectives des préfets du Loiret, d'Ille-et-Vilaine, de Maine-et-Loire et de la Vienne, qui deviennent ainsi préfets des régions d'Orléans, de Rennes, d'Angers et de Poitiers. La région d'Orléans regroupe le Loiret, l'Eure-et-Loir, le Loir-et-Cher, l'Indre (dans sa partie occupée) et le Cher (dans sa partie occupée également). L'Indre-et-Loire est partagée entre la région d'Angers et celle de Limoges. Jacques Morane, préfet à Orléans depuis juin 1940, devient ainsi préfet régional jusqu'en octobre 1942. Jacques-Félix Bussière lui succède en décembre 1942.
La loi du 7 août 1942 institue dans chaque département un conseil départemental composé du même nombre de membres que le conseil général suspendu, soit xx membres dans le Loiret. Les conseillers départementaux sont nommés par arrêté du ministre secrétaire d’État à l’Intérieur. Ils ont obligation de se réunir deux fois par an, les sessions, qui ne sont pas publiques, ne devant pas excéder 10 jours. La première session ordinaire est installée à l’hôtel de la préfecture le (15 juin) 1943. Dates des autres sessions ordinaires : (18 octobre) 1943 et (5 juin) 1944. Session extraordinaire le (27 mars) 1944.
À la Libération, les préfets régionaux sont transformés en « commissaires régionaux » par l’ordonnance du 10 janvier 1944 portant division du territoire en commissariats régionaux de la République et création de commissariats généraux de la République, avant d’être supprimés en 1946. André Mars, avocat à la Cour d'appel de Paris, remplit cette fonction à la Libération le 16 août 1944 et la quitte deux mois après à la nomination de Marcel Lanquetin comme Préfet, remplacé un an plus tard par François Lota en septembre 1945. Ces commissaires régionaux eurent donc une existence éphémère.

## Période 1945-1982: Reconstruction et modernisation, toujours sous la tutelle du préfet

### Redécoupage cantonal de 1973
Avec le décret du 23 juillet 1973, neuf nouveaux cantons sont créés, trois disparaissent et deux sont renommés :
- Le canton de Montargis est divisé en trois cantons : Amilly, Châlette-sur-Loing et Montargis, qui demeure avec la seule commune de Montargis ;
- Le canton d'Orléans-Nord-Ouest est divisé en trois cantons : Orléans-Bannier (ou Orléans-III), Fleury-les-Aubrais et Saint-Jean-de-la-Ruelle ;
- Le canton d’Orléans-Nord-Est est divisé en deux cantons : Orléans-Saint-Marc (ou Orléans-IV) et de Saint-Jean-de-Braye ;
- Le canton d'Orléans-Sud est divisé en deux cantons : Orléans-Saint-Marceau - La Source (ou Orléans-V) et Olivet ;
- Le canton d'Orléans-Est prend le nom d'Orléans-Bourgogne (ou Orléans-I) ;
- Le canton d'Orléans-Ouest prend le nom d'Orléans-Carmes (ou Orléans-II).

En outre la commune de Boulay-les-Barres, antérieurement dans le canton d'Orléans-Nord-Ouest est rattachée au canton de Patay. Le nombre de cantons passe ainsi de 31 à 37.

### Locaux
Depuis 1930, le conseil général est installé dans une salle de l'hôtel préfectoral. En 1966, Pierre Pagot justifie la nécessité d'améliorer cette salle par le fait qu'elle est exiguë, inconfortable et vétuste et n'offre que 31 places, en outre la dernière rénovation de la préfecture remonte à 1805. La nouvelle salle des Délibérations du Conseil général, située désormais dans l'aile Est rénovée de la préfecture, est inaugurée le 23 janvier 1968. Une œuvre d'art, réalisée par le sculpteur sur bois Robert Rapp traitant l'effigie de la République en haut relief dans un seul bloc de noyer de plus de deux mètres de haut décore cette salle. Des tapisseries d'Aubusson conçues par le dessinateur-tapissier Perrot sur le thème de la chasse ornent les salles de commission.

### Présidence de 1945 à 1982
Le lundi 29 octobre 1945, Pierre Dézarnaulds est élu président du conseil général par vingt voix pour, 10 bulletins blancs et une voix pour Claude Lemaître, industriel, conseiller de Châteauneuf-sur-Loire. Le mardi 30 octobre, deuxième jour de session, il donne un sens politique à son élection : « vous avez, sans doute, voulu réaliser dans la pratique ce besoin d'union indispensable ancre dans tous les cœurs des vrais Français patriotes à l'heure présente ». Mais il souligne surtout l'ampleur, presque «écrasante», de l'œuvre de reconstruction à accomplir, dans ce département où « nos ponts routiers et nos ponts de chemin de fer sont, en presque totalité, détruits », et dans lequel « il vous faudra également apporter aide et assistance à nos villes sinistrées : Orléans, Gien, Sully-sur-Loire, Beaugency, Châteauneuf-sur-Loire ». Enfin, avant un hommage au « chef incontesté du Gouvernement définitif de la République », à qui il exprime « toute sa confiance pour appliquer le programme du Conseil national de la Résistance et défendre la sécurité et les intérêts séculaires de la France et de son empire »,.
De 1951 à 1955, Le président Dézarnaulds voit son mandat reconduit chaque fois à l'unanimité mais en 1955 il subit un sévère échec aux élections sénatoriales. Son grand âge et ses infirmités, ses habitudes autoritaires ne sont plus guère tolérées et certains lui reprochent d'avoir tenté de poursuivre sa carrière parlementaire en briguant un siège au Conseil de la République, au lieu de se de la scène politique. Le 19 novembre 1956, Pierre Dézarnaulds perd sa présidence : il n'obtient que 13 suffrages des 29 votants, contre 15 au Dr Maurice Charpentier et une voix à Maître Perroy. Ce changement est bien le fruit d'un désaveu personnel, comme le confirme la facile réélection des vice-présidents Grosbois et Perdereau. Le discours du nouveau président ne comporte pas un seul mot sur les onze années de présidence de Dézarnaulds et il faut l'intervention du conseiller de Châteaurenard, Maurice Grandidier, pour qu'un hommage lui soit rendu, en le nommant, par acclamations, Président d'honneur du Conseil général. Le Préfet complète cette «reconnaissance de dette» en le remerciant au nom de l'Administration préfectorale.
C'est sous l'impulsion du Dr Charpentier que le conseil général crée, dès 1957, la SEMPEL dont il prend la présidence. Cette société d'économie mixte va faciliter I'accueil des retombées de l'expansion, particulièrement des déconcentrations d'installations industrielles et tertiaires de la région parisienne. Cette structure fait du Loiret un département pionnier dans I'accompagnement apporté au développement économique. Il démissionne pour raison de santé en 1958.
Pierre Perroy, avocat Orléanais, licencié en droit et diplômé d'HEC succède au docteur Maurice Charpentier le 30 avril 1958. Très bien implanté dans les milieux industriels et libéraux de la ville, apprécié par ses qualités oratoires et sa personnalité chaleureuse, il incarne le notable libéral provincial, déclinant à Orléans les thèmes du populaire Antoine Pinay. Mais son passé de membre des Jeunesses patriotes, ses positions très favorables à l'Algérie française, et surtout son départ du MRP lui aliènent beaucoup de soutiens et il perd la présidence en 1961.
Claude Lemaître est élu président du 17 juin 1961 au 18 mars 1964. Sa présidence est marquée par son conflit frontal avec le préfet Dupuch, ancien directeur de cabinet du préfet régional de Clermont-Ferrand sous Vichy, à 31 ans. Lors de la commémoration du sacrifice des Maquisards de la Forêt d'Orléans au carrefour de By éclate un incident : Claude Lemaître déclare au préfet que son comportement durant l'Occupation lui interdit tout droit à présider pareil hommage à la mémoire des Résistants L'atmosphère des séances du Conseil général devient très lourde, jusqu'à ce que le préfet déploie sa stratégie de revanche, lavant l'humiliation subie par le non-renouvellement de Lemaître à la présidence en 1964. En effet c'est Dupuch qui suscite la candidature modérée de et victorieuse du MRP Pierre Pagot, qui obtient seize voix contre quatorze à Claude Lemaître.
Pierre Pagot devient président du Conseil général à 62 ans, le 18 mars 1964, alors qu'il y siège déjà neuf ans. Lors de son renouvellement en 1967, il ne l'emporte que d'une voix, à nouveau contre Claude Lemaître. La 18 mars 1970, il élargit sa marge de manœuvre, disposant d'une majorité de 18 voix contre 12 au docteur Grosbois. Sa désignation pour un quatrième mandat est encore plus nette avec 27 suffrages, contre 10 à Marcel Legras, successeur de Dézarnaulds à Châtillon-sur-Loire.
Élu sénateur du Loiret le 22 septembre 1974, Kléber Malécot est logiquement élu président du conseil général le 28 mars 1979. Adepte d'une attitude gestionnaire, prônant l'apolitisme en dépit de son appartenance à l'UDF et de son soutien au président Giscard d'Estaing, Kléber Malécot fait adopter à la quasi-unanimité les budgets départementaux et cultive des relations amicales avec les élus de l'opposition de gauche. Il occupe le poste de président 15 ans, jusqu'en 1994.
Six présidence ont ainsi occupé le poste de président du conseil général de 1945 à 1982.
| Présidents             | Année de naissance | Année de décès | Année d'élection au conseil général | Âge d'accès au conseil général | Durée totale des mandats de conseillers général (en années) | Année d'élection à la présidence du conseil général | Âge d'accès à la présidence du conseil général |
| ---------------------- | ------------------ | -------------- | ----------------------------------- | ------------------------------ | ----------------------------------------------------------- | --------------------------------------------------- | ---------------------------------------------- |
| Pierre Dézarnaulds     | 1879               | 1975           | 1919                                | 40                             | 44                                                          | 1945                                                | 66                                             |
| Maurice Charpentier    | 1908               | 1965           | 1951                                | 43                             | 14                                                          | 1956                                                | 48                                             |
| Pierre Perroy          | 1907               | 1990           | 1949                                | 42                             | 12                                                          | 1958                                                | 51                                             |
| Claude Lemaitre-Basset | 1900               | 1983           | 1945                                | 45                             | 28                                                          | 1961                                                | 61                                             |
| Pierre Pagot           | 1902               | 1988           | 1955                                | 53                             | 24                                                          | 1964                                                | 62                                             |
| Kléber Malécot         | 1915               | 2008           | 1958                                | 43                             | 36                                                          | 1979                                                | 64                                             |

### Activité départementale

#### Reconstruction
Une tâche considérable s'impose dès la Libération : reconstruire les maisons, les écoles, les ponts, les routes, relever le Loiret de ses ruines. Le Conseil général est un des grands acteurs de cette reconstruction au travers des vœux et budgets d'aides votés. En mai 1953, le conseil général déplore que les demandes de logements non satisfaites atteignent le chiffre de 4 500 dans le Département. Parallèlement à cet effort sur le logement, le conseil général décide d'aider les communes à la viabilisation de lotissements pour inciter à la construction. La formule s'avère efficace et durera jusqu'en novembre 1980.
Côté routes, la tâche est aussi immense, tant sur les routes départementales que sur celles dépendant de l'État. En mai 1953, les conseillers généraux s'insurgent avec véhémence contre le Ministère des Travaux publics qui refuse de reconstruire le pont Maréchal-Joffre sous prétexte que la construction d'un autre pont est prévue plus à l'ouest. Il s'agirait d'un pont situé à hauteur de la place Paul-Bert à Saint-Jean-de-la-Ruelle et sur laquelle débouche déjà la tangentielle ouest de l'agglomération orléanaise. Après négociation entre l'État, le Département, la CCI et la ville d'Orléans pour l'éventuelle reconstruction de cet ouvrage avec le concours financier du Conseil général, le ministère des Travaux publics, des Transports et du Tourisme annonce le 24 novembre 1954 que la reconstruction du pont Joffre est décidée.

#### Routes
La reconstruction achevée, un nouvel événement, préliminaire à la décentralisation à venir, va redéfinir la composition du réseau routier départemental. En 1972, la loi de finances du 29 décembre 1971 prévoit au niveau national le transfert dans la voirie départementale de près de 53 000 kilomètres de routes nationales. Le but poursuivi est de permettre à l'État de concentrer ses efforts sur les principales liaisons d'intérêt national, d'accroître les responsabilités des assemblées départementales dans le sens de la décentralisation souhaitée par le gouvernement et d'assurer une meilleure gestion et une meilleure programmation de l'ensemble des voies. En ce qui concerne le département du Loiret, 531 km de routes nationales deviennent départementales par arrêté interministériel du 31 décembre 1972.
Différents ouvrages d'art sur la Loire donnent des signes de fatigue. Le 26 mars 1964, la circulation est interdite sur le pont de Jargeau et le 12 avril de la même année, cycles et piétons sont interdits. Un pont Bailey est lancé avec une voie unique pour les véhicules. Un nouveau pont n'est mis en service qu'en 1988. De même à la suite de l'effondrement du pont Wilson à Tours en 1978, une grande revue de détail des ponts de la Loire est engagée et conduit à fermer à la circulation le pont médiéval de Beaugency en juillet 1979 et à réaliser des travaux en 1980. Le Département soutient également les grands projets communaux. Ainsi le troisième pont d'Orléans, à l'est de la ville près du pont SNCF est financé à hauteur de 20 % par le Département et inauguré le 16 février 1977.

#### Aménagement de la Loire
La défense de l'aménagement de la Loire est le principal cheval de bataille du président Pierre Pagot, qu'il met en œuvre de concert avec le préfet de région Paul Masson, en prenant la présidence de l'Institution Interdépartementale pour la protection des vals de Loire, fondée en 1975 et qui édifie le barrage de Villerest de 1978 à 1984. En novembre 1967, le Conseil délibère sur le renforcement des levées dont l'étude est confiée à un groupement d'ingénieurs néerlandais de Delft, spécialisé dans la mécanique des sols. Un renforcement par talus situé à l'arrière des digues est préconisé. Au 1er janvier l979, les 35 km de levées du Val d'Orléans sont renforcées pour un coût de 16 millions de francs. Le Conseil continue ensuite sa participation au renforcement des levées dans le cadre des différents contrats de plans État-région successifs jusqu'en 2015.

#### Agriculture et ruralité
En 1959 est créé le Syndicat intercommunal pour l'équipement des communes du Loiret (SIPECOL) pour créer des zones d'habitation et des zones d'activité, présidé par le conseiller général de Briare, Pierre-Armand Thiébaut et à qui succède Kléber Malécot. Fin 1972, un vœu est déposé par Hubert Frémy, conseiller général de Chatillon-Coligny, et approuvé par l'assemblée visant à mettre en place un Comité départemental d'aménagement rural pour prendre conscience des besoins, fixer des objectifs et engager des actions coordonnées vis-à-vis du monde rural. Hubert Frémy insiste sur le changement de structure des exploitations agricoles et le vieillissement de leur personnel. Ce sont 45 % des exploitants qui ont 55 ans et plus, selon des statistiques de 1971, et 8 % seulement moins de 35 ans. Un problème de renouvellement se pose. Ce vieillissement n'empêche pas la culture céréalière de passer de 230 000 à 275 000 hectares, tandis que la production atteint 12 millions de quintaux, soit 50 % de plus qu'en 1965. La production betteravière s'accroît également, de même que la production fruitière qui, elle, fait un pas de géant en sautant de 10 000 à 45 000 tonnes. En revanche, note encore Hubert Frémy, l'élevage diminue : 120 000 bovins en 1971 au lieu de 160 000 en 1965, réduction qui se répercute sur le tonnage de viande abattue qui est de 17 000 en 1971 au lieu de 24 000 tonnes cinq ans plus tôt. Afin de soutenir le monde rural, l'assemblée départementale crée en 1974 un Fonds départemental d'accompagnement des actions régionales, le Conseil régional venant d'être créé, auquel une enveloppe de 10 millions de francs est affectée. Ce soutien vient en   complément des aides déjà en place : bâtiments d'élevage, détaxe sur les carburants, interventions de la SAFER, indemnités viagères de départ, aide au remembrement et travaux connexes, assainissement des terres, irrigation et voirie. Le conseil général ne cessera de soutenir le monde rural sans pouvoir enrayer un déclin qui ne touche pas que le Loiret .

#### Économie et emploi
Dès 1954, pour favoriser les transferts et regroupements d'entreprises, le conseil général s'est préoccupé de tirer parti de la loi du 17 février 1953 pour réduire de 50 % pendant cinq ans la patente des entreprises nouvelles. Il demande une étude sur cette question car aucun établissement n'avait encore pu bénéficier de cette loi dans le département alors caractérisé par des grosses industries très localisées : Hutchinson avec 4 800 ouvriers à Châlette-sur-Loing, la Faïencerie de Gien avec 250 personnes, Brandt à La Ferté-Saint-Aubin, Tréca à Beaugency et Maure-Thermor (2 000) à Orléans. L'assemblée départementale décide de se doter d'un comité départemental destiné à favoriser de nouvelles implantations. Le 30 mai 1960, un Plan départemental d'industrialisation élaboré avec le concours de la CCI et du tout jeune Comité d'Expansion table sur l'emploi d'une dizaine de milliers de salariés de plus dans les cinq années suivantes. Dans le même temps la SEMPEL est créée en 1957 sous l'impulsion du Conseil général, avec Étienne Barazer de Lannurien à sa direction et Claude Lemaître à la présidence. Le Loiret est le premier département de France à se doter d'une telle structure. En juin 1960, l'usine John Deere s'implante à Saran. D'autres suivent. Lors de la seconde session 1960 du Conseil général, le Préfet se félicite du plein emploi, tandis que Pierre Perroy souligne les signes d'expansion, ce qui justifie un recours à l'emprunt pour favoriser ce développement. Mais la situation se dégrade après le premier choc pétrolier de 1974 et le nombre de demandeurs d'emploi progresse de 19 % en un an en 1979 et près de 30 % dans le Giennois. À l'ouverture de la seconde session de 1981, le président Kléber Malécot constate la poursuite de la dégradation de la situation de l'emploi dans le Loiret. Il en appelle à plus de décentralisation afin que les collectivités, et notamment les Départements, puissent jouer un rôle actif dans le soutien de leur tissu économique.

## Période 1982-2015: Une collectivité pleinement responsable

### Évolution de l'institution

#### Redécoupage cantonal de 1982
Avec le décret du 25 janvier 1982, intervient un nouveau redécoupage cantonal qui vise à accroître la représentation des zones urbaines. Quatre nouveaux cantons sont créés (Chécy, Ingré, Saint-Jean-le-Blanc et Orléans-la Source), onze sont remaniés et un est renommé :
- Le canton de Saint-Jean-de-Braye est divisé en deux cantons : Saint-Jean-de-Braye et Chécy ;
- Le canton d'Olivet est divisé en deux cantons : Olivet et Saint-Jean-le-Blanc ;
- Le canton d'Orléans-Saint-Marceau - La Source est divisé en deux cantons : Orléans-Saint-Marceau et Orléans-La Source ;
- Le canton d'Ingré est créé (avec les communes de Saran, Ingré, La Chapelle et Ormes)
- Les compositions et délimitations territoriales des cantons de Meung-sur-Loire, Saint-Jean-de-la-Ruelle, Fleury-les-Aubrais, Ingré, Orléans-Bourgogne, Orléans-Carmes, Orléans-Bannier, Orléans-Saint-Marc sont remaniées, le canton d'Orléans-Saint-Marc étant renommé Orléans-Saint-Marc-Argonne. Le nombre de cantons passe ainsi de 37 à 41.

#### Acte 1 de la décentralisation (1982-2003)
La loi du 2 mars 1982 harmonise les collectivités territoriales entre elles en énonçant dans son article 1er : « Les communes, les départements et les régions s’administrent librement par des conseils élus. » Cette mesure revêt une importance capitale car, désormais, si les organes délibérants sont élus, les organes exécutifs le sont aussi. Les quatre principaux changements  sont les suivants :
- La tutelle administrative et financière s’exerçant par le préfet a priori et en opportunité sur les actes des collectivités territoriales disparaît. Désormais, ce contrôle est effectué a posteriori (et non plus a priori), par l’intermédiaire du Préfet, des tribunaux administratifs et des chambres régionales des comptes ;
- Le Conseil général élit lui-même l’autorité exécutive de ses décisions. Ce n’est plus le Préfet qui met en œuvre les politiques du Département, mais le Président du Conseil général ;
- L’État transfère des blocs de compétences aux départements ;
- Les aides financières accordées aux collectivités par l’État sont globalisées sous la forme de dotations globales de fonctionnement, d’équipement, de décentralisation.

#### Acte 2 de la décentralisation (2003-2015)
En 2003, le Gouvernement fait adopter plusieurs textes qui sont présentés comme l'Acte II de la décentralisation :
- La révision constitutionnelle du 28 mars 2003 sur l’organisation décentralisée de la République qui étend les responsabilités des collectivités et leur reconnaît notamment un droit à expérimentation[50].
- La loi relative aux libertés et responsabilités locales du 13 août 2004 qui énumère l’ensemble des nouvelles compétences transférées par l’État aux collectivités locales. Les départements héritent ainsi de certaines parties des routes nationales. Ils se voient attribuer un rôle de « chef de file » en matière d’action sociale, il aura notamment à sa charge l’ensemble des prestations d’aide sociale. Dans le domaine du logement social, l’essentiel des responsabilités est transféré aux départements ou aux groupements intercommunaux. Dans le domaine de l’éducation, les personnels techniciens, ouvriers et de service (TOS) des collèges doivent être recrutés et gérés par les départements[50].

### Locaux
L'inauguration de L'Hôtel du département, nouveau siège de conseil général situé rue Eugène Vignat, le 12 octobre 1984, marque l'entrée du département dans une nouvelle ère, celle de la décentralisation. Le bâtiment comprend cinq étages et 7 000 m2 de surface de plancher utile. L'inauguration a lieu en présence d'Alain Poher, président du Sénat et de Georges Lemoine, secrétaire d'état aux DOM-TOM. Parallèlement les services techniques sont installés dans des locaux situés au sud de la Loire, rue de Châteaubriand.
Un nouveau bâtiment administratif départemental est construit de 2009 à 2011 avenue des Droits de l'Homme à Orléans. Bâti selon les normes environnementales basses consommation d’énergie et labellisé Haute qualité environnementale, il s'agit du premier bâtiment administratif de France à obtenir ce label.

### Présidence de 1982 à 2015
Kléber Malécot est élu président du conseil général le 28 mars 1979 et est donc à la tête de la collectivité depuis trois ans lorsque sont votées les lois de décentralisation. Il est facilement réélu, à la présidence du Conseil général jusqu'au 1er avril 1994, aussi bien qu'au Sénat le 25 septembre 1963 et le 27 septembre 1992. Éric Doligé, conseiller général depuis 1985, lui succède et est réélu à la présidence jusqu'en 2015. Maire de Meung-sur-Loire de 1983 à 2001 et député du Loiret de 1988 à 2001, Éric Doligé occupe également la fonction de sénateur du Loiret depuis 2001.

### Activité départementale

#### Action sanitaire et sociale
Dès 1983, le domaine de l’aide et de l’action sociale connaît la décentralisation la plus poussée, avec la loi du 22 juillet qui transfère aux Départements l’aide sociale à l’enfance, l’aide aux personnes handicapées adultes (aide à domicile, allocation compensatrice pour tierce personne) et aux personnes âgées mais aussi de la protection sanitaire de la famille et de l’enfance ainsi que de la lutte contre les fléaux sociaux. Suivront cinq et neuf ans plus tard, les lois sur le Revenu minimum d’insertion (RMI, en 1988) et le logement des personnes les plus démunies (1992) qui élargiront encore le champ d’intervention des départements.
Dans le Loiret, le conseil général crée en 1997 sept Unités territoriales d'action sociale (UTAS) qui deviennent plus tard Unités territoriales de solidarité (UTS) puis "Maisons du Département". Elles sont  implantées à Pithiviers, Gien, Montargis, Orléans Nord, Orléans Sud, Jargeau et Meung-sur-Loire. Chacune dispose d’une équipe pluridisciplinaire : éducateurs, puéricultrices, médecins, psychologues et assistantes sociales. Les UTS accueillent, écoutent et accompagnent toutes les personnes en situation difficile ou précaire, et veillent particulièrement à la protection de l’enfance. La présence sur tout le territoire départemental est assurée par 49 centres de consultation de nourrissons et 90 lieux de permanences sociales dans les communes.
Depuis le 1er janvier 2002, le conseil général met en œuvre l’Allocation personnalisée d’autonomie (APA), qui s’est substituée à la Prestation spécifique dépendance (PSD). Cette prestation, destinée aux personnes âgées dépendantes (60 ans et plus), vise à les aider à supporter les dépenses liées à l’assistance dont elles ont besoin au quotidien, pour assumer les actes de la vie courante. L’APA peut leur être versée quels que soient leur lieu de vie (à domicile ou en établissement) et leur niveau de revenus.
Les premiers schémas départementaux des établissements, des services sociaux et médico-sociaux sont adoptés par le Conseil Général du Loiret en juin 1997. Les schémas de 2e génération en faveur des personnes handicapées d'une part, de l’enfance, de la famille et de la jeunesse d'autre part et enfin des personnes âgées, s’inscrivent dans le cadre de la loi du 2 janvier 2002 rénovant l'action sociale et médico-sociale, sont adoptés lors de la session de décembre 2003 et concernent la période 2004-2009. Concernant l'enfance et la famille, les bases législatives de la politique sont profondément remaniées par la loi de mars 2007 et un nouveau Schéma en faveur de l’Enfance, la Famille et la Jeunesse est établi pour la période 2011-2015.
Parmi les mesures phares issues de la loi pour l'égalité des droits et des chances, la participation et la citoyenneté des personnes handicapées du 11 février 2005 figure la création, dans chaque département, d’une Maison départementale des personnes handicapées (MDPH). Celle du Loiret est créée en 2006. Conçue comme un lieu unique d’accès aux droits, aux dispositifs et aux services en faveur de ces personnes, la MDPH se délocalise avec des antennes installées dans les UTS pour une meilleure proximité territoriale. La MDPH assure les missions anciennement dévolues à la COTOREP et à la Commission Départementale de l'Éducation Spéciale (CDES). Elle reçoit toutes les demandes de droits ou de prestations qui relèvent de la commission des droits et de l'autonomie. En 2009, la Maison départementale des personnes handicapées du Loiret inaugure le « pôle culture », un service inédit en France qui facilite l'accès des personnes handicapées à la culture et aux loisirs,.
La loi d'orientation relative à la lutte contre les exclusions du 29 juillet 1998 a relancé la mise en œuvre du droit au logement en renforçant les outils instaurés en 1990. En lançant en 2009, le Plan départemental d'action pour le logement des personnes défavorisées (PDALPD), l’État et les Départements font cause commune pour le logement des plus démunis. Baptisé Plan solidarité logement 45 dans le Loiret, ce plan, animé par l’Agence départementale pour l'information sur le logement (Adil), permet d’améliorer les conditions de logement des ménages en difficulté en évitant les expulsions locatives et luttant contre l’habitat indigne ou la précarité énergétique.

#### Routes
Le département est propriétaire du réseau routier départemental, long de 3 244 kilomètres et 566 ouvrages d'art en 1982. À ce titre il en assure l'entretien, la gestion (classement, déclassement, etc) et son amélioration. En 1981, les dépenses d'équipement pour cette voirie départementale ont représenté plus de 100 millions de francs et les dépenses d'entretien approchaient les 40 millions. À sa séance du 30 septembre 1982, le conseil général se prononce sur un programme exceptionnel d'amélioration du réseau départemental. Son coût sur trois ans est de l'ordre de 150 millions de francs.
L’Assemblée Départementale approuve en session du 29 septembre au 1er octobre 1998 un Schéma routier départemental définissant pour chaque catégorie des objectifs d’aménagement, d’équipement et d’entretien et différents projets envisagés à l'horizon 2015 pour améliorer la fluidité, la sécurité et la qualité du patrimoine routier. Parmi les grands projets figurent trois franchissements de Loire (Jargeau, Sully-sur-Loire et Meung-sur-Loire / Cléry-Saint-André), différentes déviations d’agglomération (Bazoches-les-Gallerandes, Dordives, Lorris, Fay-aux-Loges, Le Bardon, Beaune-la-Rolande, …) et des aménagements d’itinéraires (RD 940, RD 122). Le schéma prévoit également l'achèvement du contrat de plan 2000-2006 signé entre l'État et la région portant sur les routes nationales (déviation de Pithiviers, aménagement de carrefours sur les RN 20 et RN 154).
La déviation de Gien, d’une longueur de 10 km, avec huit ouvrages d’art et plusieurs giratoires et échangeurs, est mise en service le 17 novembre 2000. La route départementale 940 reliant le nord de Gien à la RN7 est aménagée  en 2x2 voies entre 2006 et 2008. Estimée à plus de 20 millions d’euros, l’opération est financée à hauteur de 50 % par le Département. La déviation nord de Pithiviers est mise en service en juillet 2011, L'aménagement de la RD 940 au sud de Gien (27 M€) est achevé à l'été 2012.

#### Canal d'Orléans

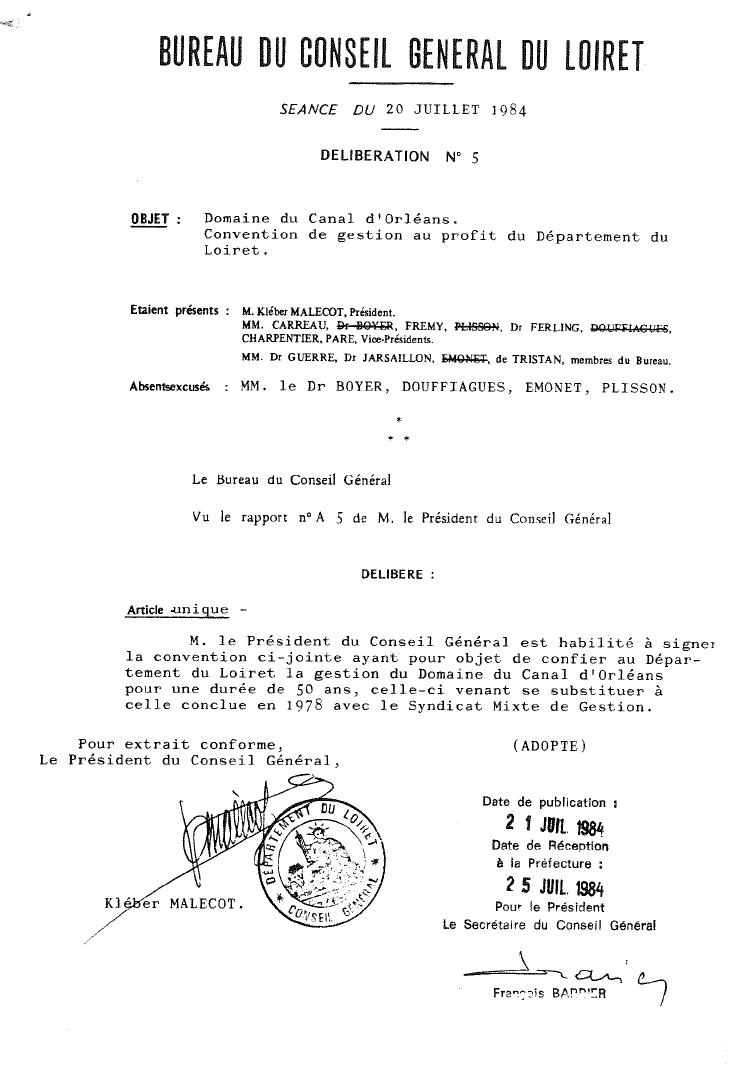
Fac-simile de la délibération du 20 juillet 1984 autorisant le Président du Conseil général à signer la convention confiant la gestion du Canal d’Orléans pour 50 ans au Département.

La partie du canal d'Orléans comprise entre les écluses de la Folie (commune de Châlette-sur-Loing) et de Combleux est donnée par l'État en location au syndicat mixte de gestion du canal d’Orléans par convention bail du 22 novembre 1978 pour une période de 18 années consécutives venant à échéance le 31 mars 1996. Le bail entre l’État et le syndicat mixte du canal est toutefois résilié en 1984 et la gestion du domaine est confiée au Département du Loiret par décision du ministre chargé du domaine le 4 septembre 1984. Une convention est signée le 28 décembre 1984 entre la direction générale des Impôts et le Département dans le but de poursuivre, en l’intensifiant, l’opération de réhabilitation entreprise par le syndicat mixte, tout en préservant le caractère naturel du bien. La durée de la convention est fixée à 50 années courant à partir du 1er janvier 1985 et s’achevant ainsi le 31 décembre 2035. Parallèlement le département confie la gestion courante du domaine au syndicat mixte de gestion du canal d’Orléans en 1985 . Le conseil général restaure ainsi entre 1985 et 2014 treize des 27 écluses du canal, aménage les chemins de halage et bords de Loire (dont deux bases de loisirs), rénove les 40 immeubles situés sur le domaine du canal (dont 22 maisons éclusières) et protège les berges.
En 2005, le département envisage une remise en navigation du canal à l'horizon de 2020, mais dès 2006 un désaccord financier intervient entre le département et l'État sur les modalités de cession de l'ouvrage et, de ce fait, le département suspend tous travaux d'investissement. En 2014, ce désaccord subsistait toujours.

#### Transports
Depuis la loi d'orientation des transports intérieurs (LOTI) du 30 décembre 1982 le département est organisateur des transports interurbains départementaux qui comprennent les services réguliers et les services à la demande de transport routier qui peuvent eux-mêmes être délégués, par le département, à des autorités organisatrices de transports secondaires que sont les communes ou leurs groupements. Font également partie des services de transports non urbains d'intérêt départemental les services routiers de substitution aux services ferroviaires non inscrits au plan de transport régional (bus ou autocars par exemple) et les services d'intérêt national organisés et mis en œuvre par les départements sur délégation de l'État. La loi du 29 janvier 1993 relative à la prévention de la corruption et à la transparence de la vie économique et des procédures publiques, codifiée dans l’article L. 1411-1 du Code général des collectivités territoriales, a clarifié la passation des contrats de transports qui peuvent désormais relever :  soit des marchés de service public soumis au Code des marchés publics, soit des délégations de service public soumis aux dispositions de l’article L. 1411-1 du CGCT.

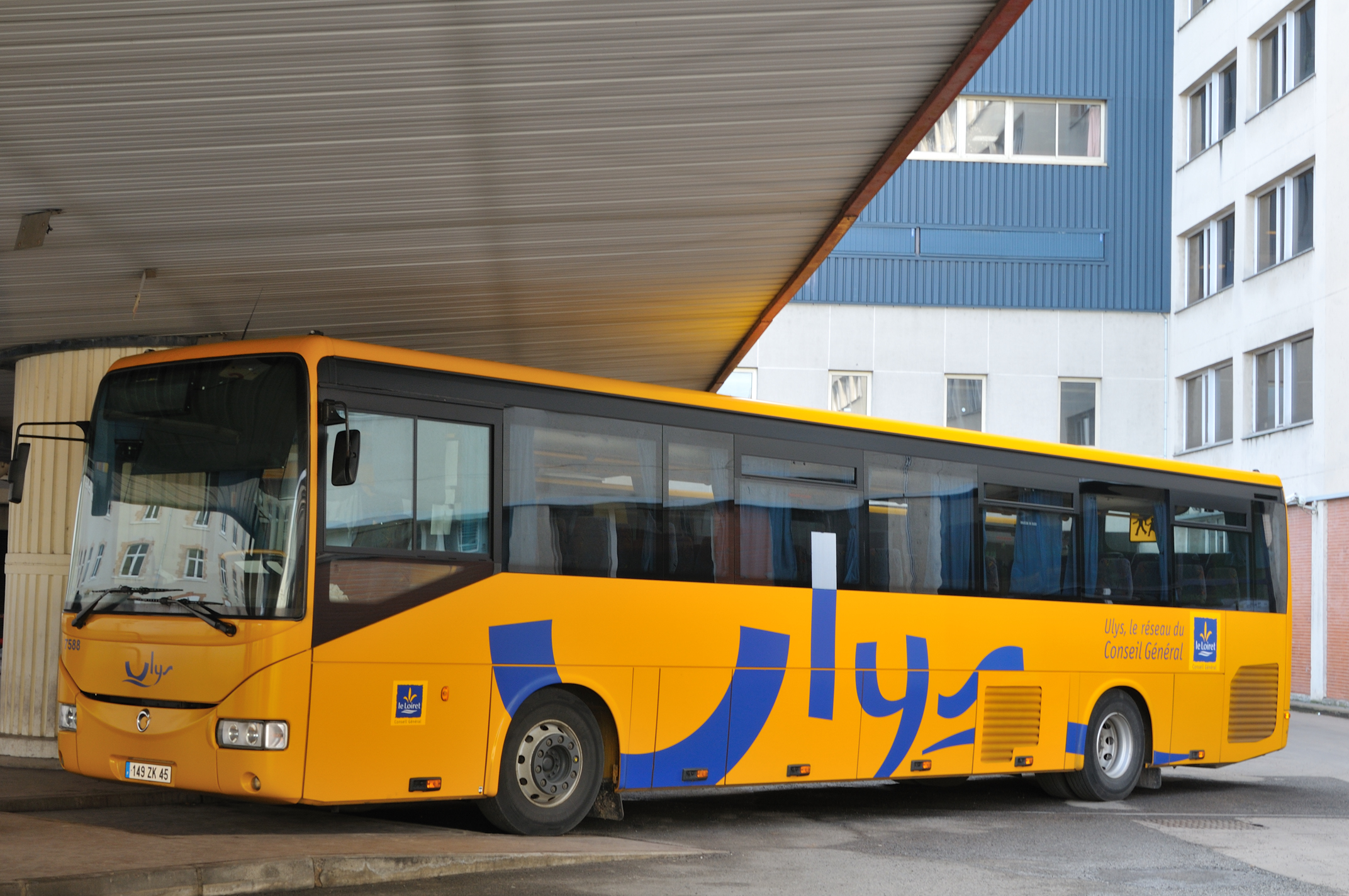
Autocar du réseau Ulys, le réseau de transport collectif confié par le département par délégation de service public au groupement Odulys.

Le Département passe en 1984 une convention avec la TREC pour assurer, durant un an à titre d'essai, un service routier express entre Orléans, Montargis et Pithiviers. L'essai ayant été concluant, le Département en accord avec la ville d'Orléans décide de réaliser une nouvelle gare routière près du nouveau complexe de la place d'Arc. Un crédit de 800 000 francs est inscrit à cette fin au budget 1986. D'un coût final de 20 millions de francs, cette gare routière est située à l'angle des rues Emile-Zola et Marcel-Proust. Elle s'intègre dans l'extension du Muséum des Sciences naturelles avec des bureaux, des logements et des parkings et est reliée par une galerie piétonne au complexe commercial de la gare.
Dans ce cadre le département du Loiret délègue en septembre 2003 la gestion du réseau de transports Ulys au Groupement ODULYS, en vertu d'une délégation de service public à délégataire unique. Entre 2003 et 2004, 51 véhicules sont peints en orange pour les lignes régulières. Vu l’impact généré, RVL généralise aux transports scolaires. Pour inciter les habitants du Loiret à privilégier les transports en commun, moins polluants mais aussi plus sûrs et parfois plus rapides que la voiture, le Département instaure en septembre 2006 un tarif unique à 2 euros quel que soit le trajet. Les transports scolaires sont quant à eux gratuits jusqu'à la rentrée 2012.
En 2015, Ulys exploite 346 circuits spéciaux scolaires, 26 lignes régulières et 27 circuits de transport à la demande.

#### Éducation et sports
Le département prend en charge la construction, l'extension et l'équipement des collèges dont il est devenu propriétaire depuis la loi du 22 juillet 1983 (Acte I de la décentralisation). Depuis la loi du 13 août 2004 (acte II de la décentralisation), les personnels techniques des collèges (hors personnels d'enseignement et de direction) ont été placés en situation de « mise à disposition » du Conseil général pour une période de deux ans. Au terme de ce délai, ils ont opté pour leur intégration dans un cadre d’emploi spécifique de la fonction publique territoriale ou choisi de rester en position de détachement pour une durée illimitée.

#### Culture et patrimoine
Déjà propriétaire des châteaux de Sully-sur-Loire, acquis en 1962, et de Beaugency, le département acquiert le château de Chamerolles (XVIe s.), au cœur de la forêt d'Orléans en 1987 et, après cinq années de restauration, l'ouvre au public en 1992. Au total, ce sont près de 13 millions d’euros qui ont permis la réfection et l’aménagement des jardins Renaissance, des toitures ou encore des douves et aussi l’acquisition de collections.
En 2013, le département vend le château de Beaugency à un investisseur privé, le groupe Patrice Besse.
Le Conseil général prend également en charge les services de bibliothèques départementales de prêts et des archives départementales.

## Période de 2015 à ce jour: Nouvelle réforme institutionnelle

### Évolution de l'institution
Un nouveau découpage territorial entre en vigueur en mars 2015, défini par le décret du 25 février 2014, en application des lois du 17 mai 2013 (loi organique 2013-402 et loi 2013-403). Les conseillers départementaux sont, à compter de ces élections, élus au scrutin majoritaire binominal mixte. Les électeurs de chaque canton élisent au Conseil départemental, nouvelle appellation du Conseil général, deux membres de sexe différent, qui se présentent en binôme de candidats. Les conseillers départementaux sont élus pour 6 ans au scrutin binominal majoritaire à deux tours, l'accès au second tour nécessitant 12,5 % des inscrits au 1er tour. En outre la totalité des conseillers départementaux est renouvelée. Ce nouveau mode de scrutin nécessite un redécoupage des cantons dont le nombre est divisé par deux avec arrondi à l'unité impaire supérieure. Dans le Loiret, le nombre de cantons passe ainsi de 41 à 21.

### Présidence à partir de 2015

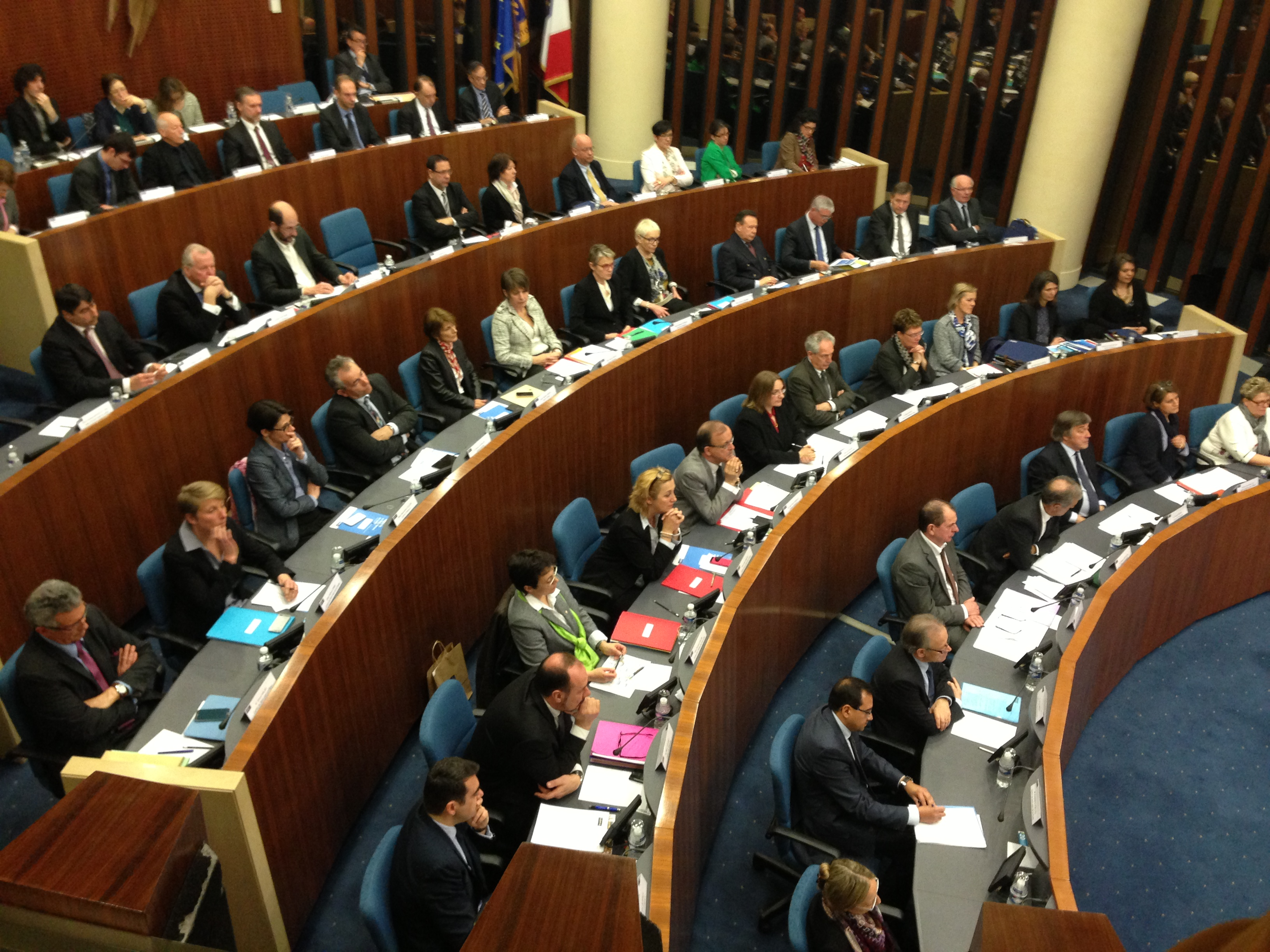
Le conseil départemental nouvellement élu, réuni en session le 3 avril 2015.

Les premières élections sous ces nouvelles dispositions ont lieu les 22 et 29 mars 2015. L'UMP-majorité départementale remporte 36 sièges sur les 42 de l'assemblée, contre 27 élus de droite et 14 à gauche dans la précédente mandature. Parallèlement le nombre de femmes passe de 8 à 21. Hugues Saury est élu président du conseil départemental par une large majorité le 2 avril 2015.

### Autres sources
1. ↑  Collection complète des lois, décrets, etc. (1836), p. 102
2. ↑  Louis Marie Prudhomme, Dictionnaire géographique et méthodique de la République française en 120 départements, volume 1, Paris, Louis Marie Prudhomme, 1798, 673 p. (lire en ligne)
3. 1 2  Paroisses et communes de France - le Loiret. (1982), p. 32
4. ↑  Décrets des 15 janvier et 16 février 1790 relatifs à la division du royaume, annexés à la séance du 26 février 1790
5. ↑  Collection complète des lois, décrets, etc. (1836), p. 106-107
6. ↑  « Lettres-patentes du Roi, sur un décret de l'Assemblée nationale des 15 janvier, 16 et 26 février 1790, qui ordonnent la division de la France en quatre-vingt-trois départements »
7. ↑  « Réclamations de la ville de Montargis en 1789-1790 contre la formation du département du Loiret publié par le baron de girardot sous-préfet. », sur le site de la société d'Emulation de l'arrondissement de Montargis et de l'EPONA. (consulté le 22 octobre 2013).
8. 1 2 3 4 5 6   Daniel Rome, Les institutions administratives de la France de 1789 à 1800, p. 14
9. 1 2 3   Le conseil général de Loir-et-Cher de 1790 à nos jours, p. 15
10. ↑  « Rapport des opérations du Directoire du département du Loiret en décembre 1790 et les dix premiers mois de 1791 », sur archives-loiret.fr, mars 2012 (consulté le 14 mai 2015).
11. ↑  « Service éducatif des Archives départementales du Loiret- Document du mois », sur archives-loiret.fr, mars 2012 (consulté le 14 mai 2015).
12. 1 2  Le conseil général de Loir-et-Cher de 1790 à nos jours, p. 19
13. ↑  Gérard Lang, « Le Code officiel géographique (COG) - 4.3. : l’œuvre révolutionnaire », sur projetbabel.org, juin 2007 (consulté le 27 février 2014).
14. ↑   Le conseil général de Loir-et-Cher de 1790 à nos jours, p. 22
15. ↑  Communes d'hier, communes d'aujourd'hui: les communes de la France (2003), p. 109
16. ↑   Le conseil général de Loir-et-Cher de 1790 à nos jours, p. 25
17. ↑  « Arrêté du 9 vendémiaire an X portant réduction des justices de paix du département du Loiret - Bulletin des lois de 1801 - page 551 », sur gallica.bnf.fr (consulté le 22 mars 2015).
18. ↑  Bernard Gaudillère (1995), p. 803
19. ↑  Louis Rondonneau, Collection générale des lois : décrets, arrêtés, sénatus-consultes, avis du conseil d'État et réglemens d'administration publiés depuis 1789 jusqu'au 1er avril 1814. Gouvernement Impérial : 3 juillet 1806 - 22 décembre 1808, vol. 10, Paris, Imprimerie royale, coll. « Bulletin des lois », 1819, 434 p. (lire en ligne), 2e, p. 485-486.
20. 1 2 3  Rapport d'information n° 74 (2007-2008) de M. Jean PUECH, fait au nom de l'observatoire de la décentralisation, « Une démocratie locale émancipée : des élus disponibles, légitimes et respectés », sur le site du Sénat, 7 novembre 2007 (consulté le 26 avril 2015).
21. ↑  « Décret du 3 juillet 1848 relatif au renouvellement des conseils municipaux et des conseils d'arrondissement et de département. », sur gallica.bnf.fr (consulté le 26 avril 2015).
22. ↑   Le conseil général de Loir-et-Cher de 1790 à nos jours, p. 33
23. ↑  « Traité théorique et pratique de droit public et administratif contenant l'examen de la doctrine et de la jurisprudence - Vol. 4 », sur books.google.fr, 1863 (consulté le 27 avril 2015).
24. ↑  « Loi du 10 août 1871 relative aux conseils généraux », sur legifrance.gouv.fr (consulté le 27 avril 2015).
25. ↑  E. Célières, « Commentaires sur la loi du 10 août 1871 relative aux conseils généraux et textes de lois anciens », sur gallica.bnf.fr, 1871 (consulté le 27 avril 2015).
26. ↑  Article 3 commenté de la loi du 10 août 1871
27. ↑  Conseil général du Loiret : Rapports et délibérations année 1871, Orléans, Imprimerie Émile Puget, 1871, 692 p. (lire en ligne), p. 4.
28. ↑  Conseil général du Loiret : Rapports et délibérations année 1871, Orléans, Imprimerie Émile Puget, 1871, 692 p. (lire en ligne), p. 5-17.
29. ↑  Conseil général du Loiret : Rapports et délibérations année 1871, Orléans, Imprimerie Émile Puget, 1871, 692 p. (lire en ligne), p. 42.
30. ↑  « Article 46 de la loi du 10 août 1871 relative aux conseils généraux », sur gallica.bnf.fr (consulté le 28 avril 2015).
31. 1 2 3  Jean-Marie Flonneau, « "Guerre de l’eau" entre Paris et Orléans », sur loiret.fr Le site du conseil départemental du Loiret, 19 août 2012 (consulté le 29 avril 2015).
32. 1 2   Le conseil général de Loir-et-Cher de 1790 à nos jours, p. 36
33. ↑  « Rapport sur le projet de loi relatif à la délimitation des régions, aux élections régionales et départementales et modifiant le calendrier électoral », sur le site de l'Assemblée nationale, 10 juillet 2014 (consulté le 25 avril 2015).
34. ↑  « Fac-similé du décret du 30 juin 1941 attribuant à certains préfets les pouvoirs des préfets régionaux et portant division du territoire pour l'exercice de ces pouvoirs. », sur anb.asso.free.fr (consulté le 25 avril 2015).
35. ↑  Yves Durand, Le Bulletin de la SHMC : Société d'histoire moderne et contemporaine, Paris, Belin, 1993, 178 p. (ISBN 2-913454-13-5, lire en ligne)
36. ↑  Angelo Tasca, Vichy 1940-1944, Milan, Feltrinelli Editore, 1986, 749 p. (ISBN 2-222-03843-X, lire en ligne), p. 414
37. ↑  Loi n° 46-515 du 26 mars 1946 relative à la suppression de certains services régionaux.
38. ↑  Blanquet 1994, 1940-1990 Cinquante ans de Loiret : la passion d'un Président, p. 24.
39. ↑  « Décret n°73-726 du 23 juillet 1973 portant création de cantons dans le département du Loiret », sur legifrance.gouv.fr (consulté le 2 mars 2014).
40. ↑  Conseil général du Loiret : Rapports et délibérations -session octobre-novembre 1945, Orléans, Société nouvelle de l'Imprimerie du Loiret, 1945, 692 p. (lire en ligne), p. 5.
41. ↑  Conseil général du Loiret : Rapports et délibérations -session octobre-novembre 1945, Orléans, Société nouvelle de l'Imprimerie du Loiret, 1945, 692 p. (lire en ligne), p. 11-13.
42. ↑  
« Projet de loi relatif aux libertés et aux responsabilités locales - Chapitre 1 - la voirie », sur le site du Sénat (consulté le 17 mai 2015).
43. ↑  Rapport sur le transfert du réseau de la voirie nationale secondaire dans la voirie départementale, Conseil général du Loiret, séance du 6 décembre 1972
44. ↑  Fac-simile de l'arrêté interministériel publié au Journal officiel en date du 31 décembre 1972, déclassant une partie du réseau routier national dans le domaine public routier départemental, sur le site de Wikisara
45. ↑  « Gestion des ouvrages hydrauliques », sur le site de la DREAL Centre, juin 2010 (consulté le 17 mai 2015).
46. ↑  SEMPEL est l'acronyme de Société d'économie mixte pour l'equipement du Loiret
47. ↑  « Décret n°82-81 du 25 janvier 1982 création et modification de cantons dans le département du Loiret (Saint-jean-de-braye,checy,olivet,saint-jean-le-blanc,meung-sur-Loire,saint-jean-de-la-ruelle,fleury-les-aubrais,ingre,orleans-saint-marceau,orleans-la-source,orleans-bourgogne,orleans-carmes,orleans-bannier,orleans-saint-marc-argonne) », sur legifrance.gouv.fr (consulté le 2 mars 2014).
48. ↑  [PDF]« Histoire de la décentralisation », sur collectivites-locales.gouv.fr (consulté le 30 avril 2015), p. 64.
49. ↑  [PDF]« Histoire de la décentralisation », sur collectivites-locales.gouv.fr (consulté le 30 avril 2015), p. 65.
50. 1 2 3  « La décentralisation : Acte II », sur vie-publique.fr (consulté le 11 mai 2015).
51. ↑  « Le siège inauguré en 1984 », La République du Centre, no 21517,‎ 22 mars 2015, p. 3 (ISSN 0221-1750)
52. ↑  « « Le Loiret », le nec plus ultra de l’éco-construction », Lettre d'information du Conseil général "30 ans de décentralisation",‎ 11 janvier 2013, p. 1
53. ↑  Philippe Ramond, « Après vingt ans de présidence, Éric Doligé tire sa révérence », La République du Centre, no 21504,‎ 9 mars 2015, p. 2 (ISSN 0221-1750)
54. ↑  « Quel bilan pour les actes I et II de la décentralisation ? », sur vie-publique.fr, 2010 (consulté le 6 mai 2015).
55. ↑  [PDF]Conseil général du Loiret, Schéma départemental en faveur des personnes handicapées (2004-2009), Orléans, 2003, 38 p. (lire en ligne), p. 5.
56. ↑  [PDF]Conseil général du Loiret, Schéma départemental en faveur des personnes handicapées (2004-2009), Orléans, 2003, 38 p. (lire en ligne), p. 6.
57. ↑  [PDF]Conseil général du Loiret, Schéma départemental en faveur des personnes handicapées (2004-2009), Orléans, 2003, 38 p. (lire en ligne), p. 7.
58. ↑  [PDF]Conseil général du Loiret, Schéma départemental enfance-famille (2011-2015), Orléans, 2010, 40 p. (lire en ligne).
59. ↑  « La Maison départementale des personnes handicapées (MDPH) », sur loiret.fr (consulté le 7 mai 2015).
60. ↑  « La maison départementale des personnes handicapées », sur orleans.fr (consulté le 7 mai 2015).
61. ↑  « Pôle culture MDPH », sur loiret.fr (consulté le 7 mai 2015).
62. ↑  « Pôle culture de la maison départementale des personnes handicapées du Loiret », sur cemaforre.asso.fr (consulté le 7 mai 2015).
63. ↑  « Plan départemental d’action pour le logement des personnes défavorisées (PDALPD) du Loiret 2008-2013 », sur le site de la préfecture du Loiret (consulté le 7 mai 2015).
64. ↑  « Articles  L131-1 à L131-8 du code de la voirie routière », sur legifrance.gouv.fr (consulté le 28 juillet 2014).
65. ↑  Rapport B01, le schéma routier département, session du conseil général du 29 septembre au 1 octobre 1998.
66. 1 2  « Des centres-villes préservés grâce à
trois franchissements de Loire. », Conseil général du Loiret, no 121,‎ juillet-août 2005, p. 14 (ISSN 0769-5241, lire en ligne, consulté le 10 mai 2015) p. 14-15
67. ↑  « Six déviations pour réduire les nuisances. », Conseil général du Loiret, no 121,‎ juillet-août 2005, p. 14 (ISSN 0769-5241, lire en ligne, consulté le 10 mai 2015) p. 10-11
68. ↑  « Quatorze itinéraires pour mieux desservir les territoires. », Conseil général du Loiret, no 121,‎ juillet-août 2005, p. 14 (ISSN 0769-5241, lire en ligne, consulté le 10 mai 2015) p. 12-13
69. 1 2  « La RD 940 et les chantiers du département. », Conseil général du Loiret, no 121,‎ juillet-août 2005, p. 14 (ISSN 0769-5241, lire en ligne, consulté le 10 mai 2015) p. 14
70. ↑  « Reflets du Loiret n°88 », sur loiret.fr, octobre 2006 (consulté le 30 avril 2015), p. 5.
71. 1 2 3  « Etude stratégique sur le domaine du Canal d’Orléans - Phase 2 », sur anpei.org (consulté le 9 mai 2015), p. 67.
72. ↑  « Etude stratégique sur le domaine du Canal d’Orléans - Phase 2 », sur anpei.org (consulté le 9 mai 2015), p. 68.
73. 1 2  Pierre Machado, « Le canal d’Orléans en eaux troubles », sur larep.fr, 9 juillet 2014 (consulté le 9 mai 2015).
74. 1 2  « Les compétences des collectivités territoriales en matière de transports », sur collectivites-locales.gouv.fr (consulté le 8 mai 2015).
75. ↑  « L'exploitation des services publics de transports collectifs », sur vie-publique.fr (consulté le 8 mai 2015).
76. 1 2  « Ulys, qui sommes-nous ? », sur ulys-loiret.com (consulté le 8 mai 2015).
77. ↑  « Transports : l’odyssée Ulys. », Conseil général du Loiret, no 83,‎ sept-octo 2005, p. 10-11 (ISSN 0769-5241, lire en ligne, consulté le 8 mai 2015)
78. ↑  « Ulys : un transport écolo à 2 euros », Conseil général du Loiret, no 88,‎ novembre-décembre 2006, p. 12-13 (ISSN 0769-5241, lire en ligne, consulté le 8 mai 2015)
79. ↑  « Règlement des transports scolaires dans le Loiret-2008 »(Archive.org • Wikiwix • Archive.is • Google • Que faire ?), sur cities.reseaudescommunes.fr (consulté le 8 mai 2015).
80. ↑  « Fini la gratuité des transports scolaires ! », sur larep.fr, 17 mars 2012 (consulté le 8 mai 2015).
81. ↑  Virginie Grolleau, « Le conseil général du Loiret a vendu le château de Beaugency », sur tempsreel.nouvelobs.com, 12 juin 2013 (consulté le 30 avril 2015).
82. ↑  « Décret no 2014-244 du 25 février 2014 portant délimitation des cantons dans le département du Loiret », sur legifrance.gouv.fr (consulté le 1er mai 2015).
83. ↑  « LOI no  2013-403 du 17 mai 2013 relative à l'élection des conseillers départementaux, des conseillers municipaux et des conseillers communautaires, et modifiant le calendrier électoral », JORF no 0114 du 18 mai 2013 p. 8242, 17 mai 2013 (consulté le 1er mai 2015).
84. ↑  Le nombre total de cantons d'un département doit obligatoirement être impair.
85. ↑  Anne-Marie Coursimault, « La droite se taille la part du lion », La République du Centre, no 21524,‎ 30 mars 2015, p. 3 (ISSN 0221-1750)
86. ↑  Philippe Ramond, « Apprendre à gouverner avec la parité », La République du Centre, no 21526,‎ 31 mars 2015, p. 2 (ISSN 0221-1750)
87. ↑  Anne-Marie Coursimault, « Hugues Saury est élu par une large majorité », La République du Centre, no 21524,‎ 3 avril 2015, p. 2 (ISSN 0221-1750)
88. ↑  Wassinia Zirar, « Les préfets des 7 régions fusionnées sont nommés », Acteurs publics, 16 décembre 2015 (consulté le 18 décembre 2015).
89. ↑  Luc Barre, « Jean-Marc Falcone succède à Nacer Meddah comme préfet du Centre-Val de Loire », larep.fr, 2 août 2017 (consulté le 2 août 2017).